# Heidelberger Druckmaschinen
Die Heidelberger Druckmaschinen AG, in der Regel kurz als Heidelberg oder auch Heideldruck bezeichnet, ist ein Unternehmen des Präzisionsmaschinenbaus und weltweit führender Hersteller von Bogenoffset-Druckmaschinen einschließlich umfangreicher Lösungen für die Printmedienindustrie. Der Unternehmenssitz befindet sich in Heidelberg (Baden-Württemberg), wichtigster Produktionsstandort und Konzernzentrale ist der etwa 13 Kilometer südlich von Heidelberg gelegene Standort in Wiesloch/Walldorf.

## Standorte

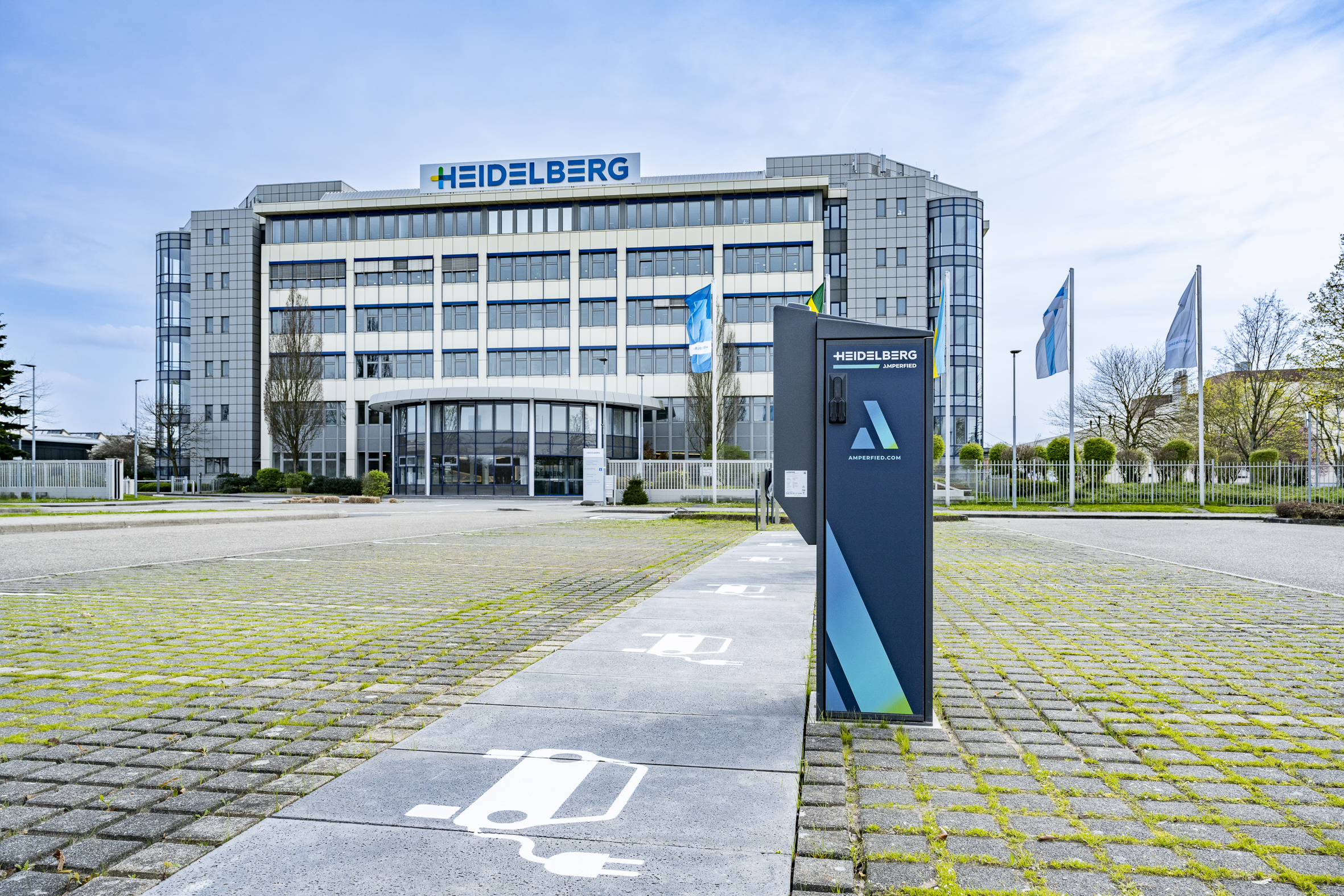
Verwaltungsgebäude der Heidelberger Druckmaschinen in Wiesloch

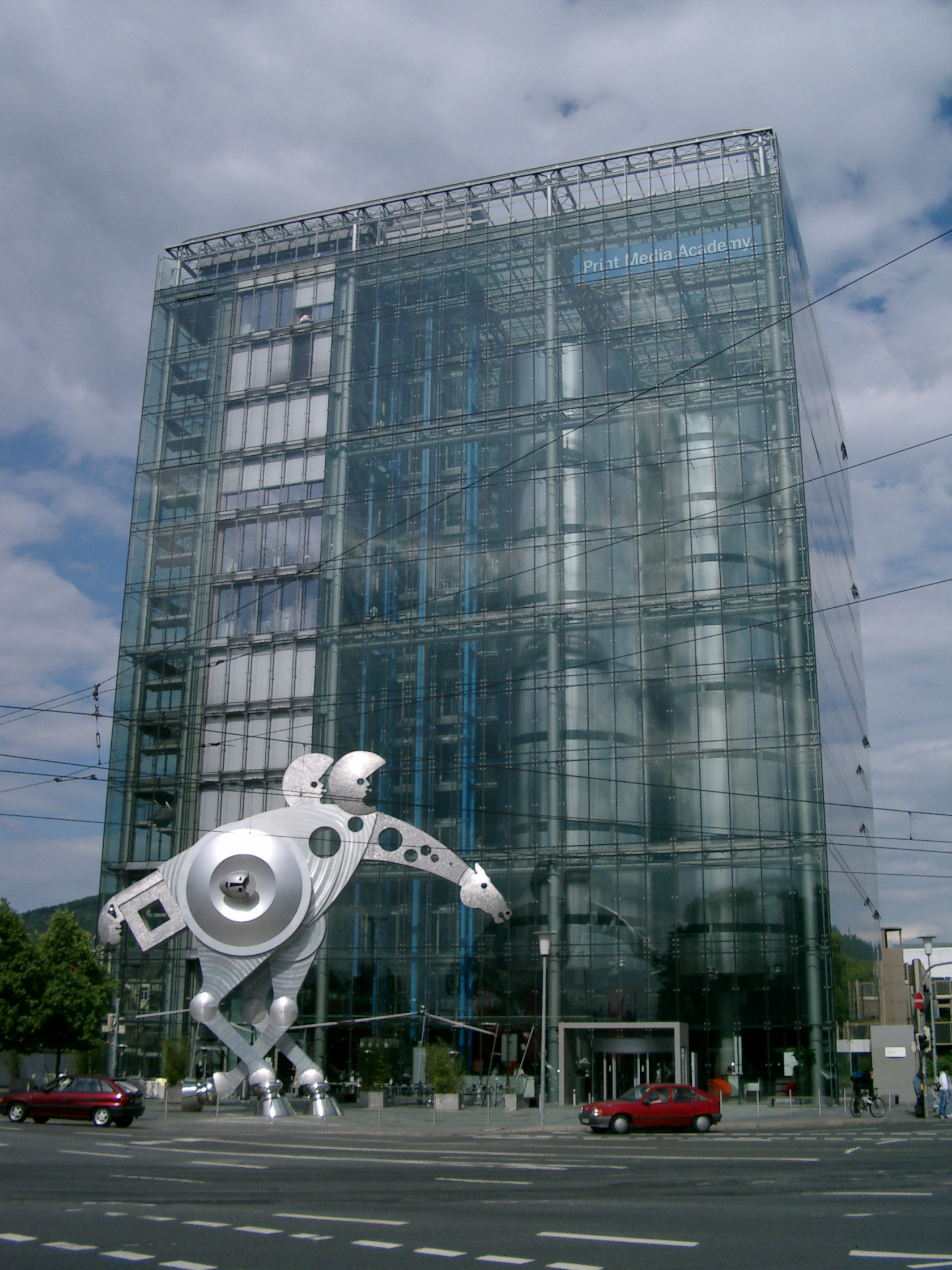
Print Media Academy: Ehemaliges Büro- und Schulungsgebäude der Firma in Heidelberg. Im Vordergrund das „S-Printing Horse“

Der Sitz der Hauptverwaltung sowie Forschung und Entwicklung, Vertrieb, Service und die Montage fast aller Druckmaschinen sind am 13 Kilometer südlich von Heidelberg gelegenen Standort Wiesloch-Walldorf angesiedelt. Dieser Standort beherbergt mit annähernd 4000 Mitarbeitern und einer Grundfläche von 860.000 m² die größte Druckmaschinenfabrik der Welt.
Im Jahr 2018 wurde das Forschungs- und Entwicklungszentrum mit seinen 900 Beschäftigten als letzter Unternehmensbereich vom ursprünglichen Standort in Heidelberg nach Wiesloch verlagert. Das Gebäude in Heidelberg wurde von den Stadtwerken Heidelberg übernommen. Das neue Entwicklungszentrum, das mit einer Bruttofläche von 40.000 m² in einer Halle in Wiesloch-Walldorf eingerichtet wurde, weihte im Dezember 2018 der baden-württembergische Ministerpräsident Winfried Kretschmann ein. Nach dem Verkauf aller Verwaltungsgebäude in Heidelberg war die Print Media Academy in Bahnhofsnähe das einzige Gebäude im Besitz der Heidelberger Druckmaschinen AG in der namensgebenden Stadt. Im Jahr 2020 zog Heidelberger Druckmaschinen ihre letzten Beschäftigten aus der Stadt Heidelberg ab. Die Räumlichkeiten der Print Media Academy wurden zu diesem Zeitpunkt nur noch an Fremdfirmen vermietet und nicht mehr durch eigene Angestellte genutzt. 2021 wurde die Print Media Academy an eine luxemburgische Investmentgesellschaft verkauft.
Weitere Produktions- und Entwicklungsstandorte in Deutschland befinden sich in Amstetten auf der Schwäbischen Alb (Gießerei), Brandenburg an der Havel (Fertigung und Montage von Komponenten), Kiel (Software für Integration aller Prozesse in prepress, press und postpress), Langgöns (Entwicklung und Fertigung von Etikettendruckmaschinen), Ludwigsburg (Falzmaschinen und Mailingsysteme), und Weiden in der Oberpfalz (Druckmaschinen und Stanzen). Als erster europäischer Druckmaschinenhersteller eröffnete Heidelberg Ende 2006 ein Werk in China. In Qingpu/Shanghai stellen rund 400 Mitarbeiter vor allem standardisierte Druckmaschinen in allen gängigen Formatklassen für den asiatischen Markt her. Weitere Produktionsstandorte im Ausland gibt es seit der Veräußerung der Standorte für die Herstellung von Drucksaalchemikalien 2019 noch in St. Gallen (Etikettendruckmaschinen der Marke Gallus) sowie in den USA (Falzmaschinen der Marke Baumfolder). An weltweit 250 Standorten in 170 Ländern ist das Unternehmen mit mehr als 3000 Vertriebs- und Servicemitarbeitern vertreten. Rund 87 Prozent seines Umsatzes von 2,4 Milliarden Euro wurden im Geschäftsjahr 2023/24 im Ausland erzielt.

## Geschichte

Aktie über 100 RM der Schnellpressenfabrik AG Heidelberg vom Januar 1925

Firmengeschichte und beteiligte Personen

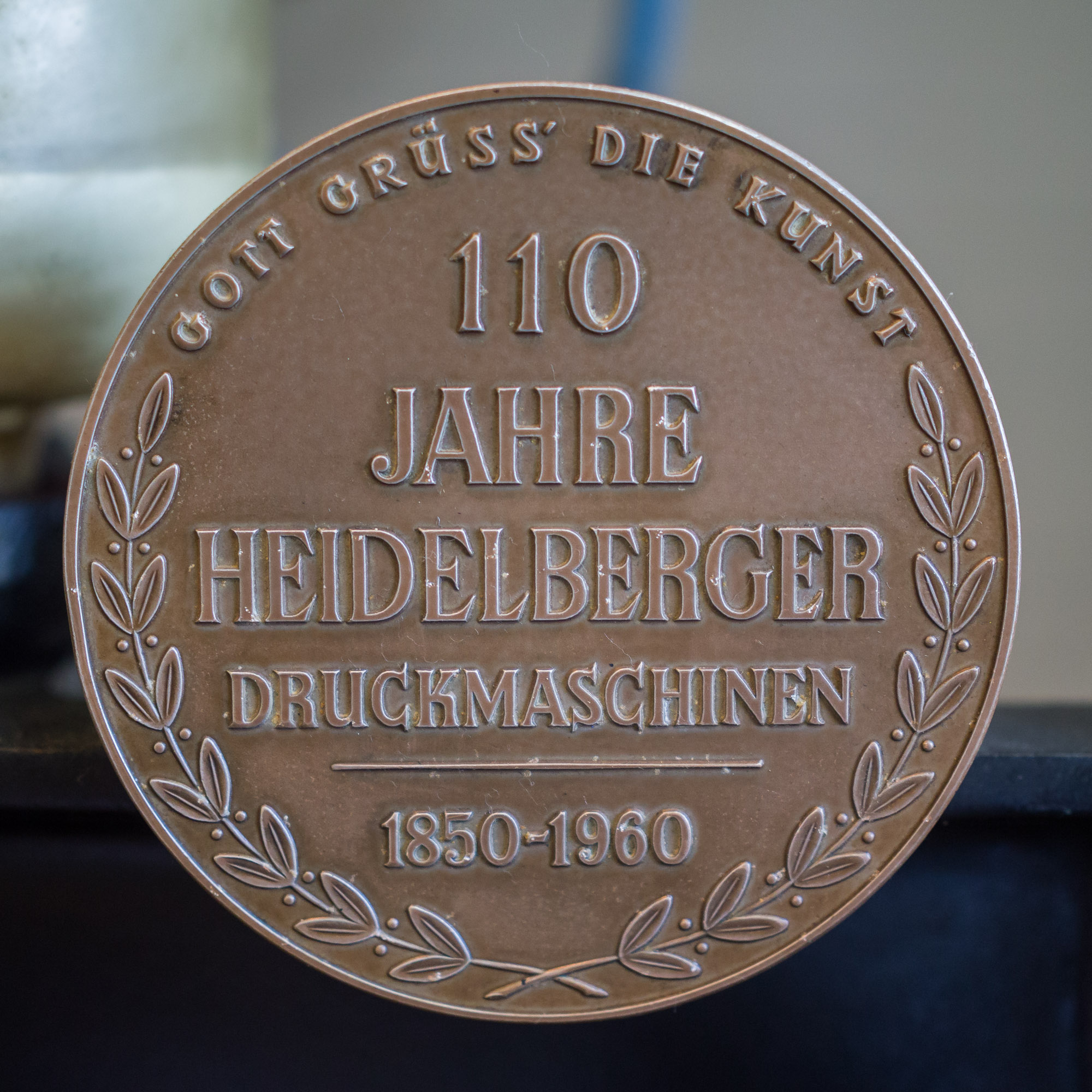
Gott grüß die Kunst – Plakette anlässlich des 110-jährigen Bestehens des Unternehmens

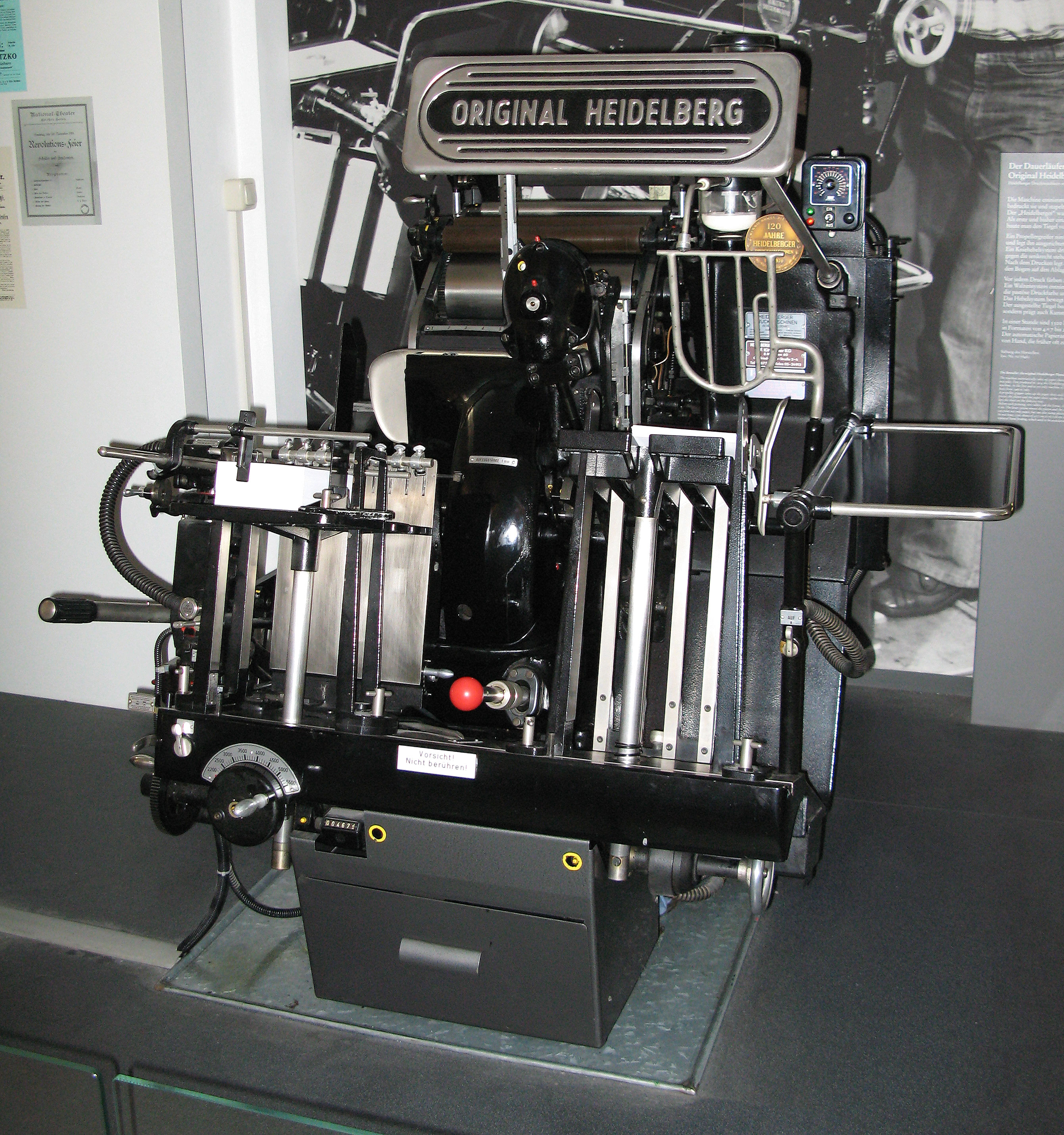
Der berühmt gewordene Heidelberger Tiegel — Als Tiegeldruckpresse wird eine Druckmaschine bezeichnet, bei der sowohl der Press- als auch der Gegendruckkörper je eine ebene Fläche bilden. Hinzu kam der automatische Papiereinzug.

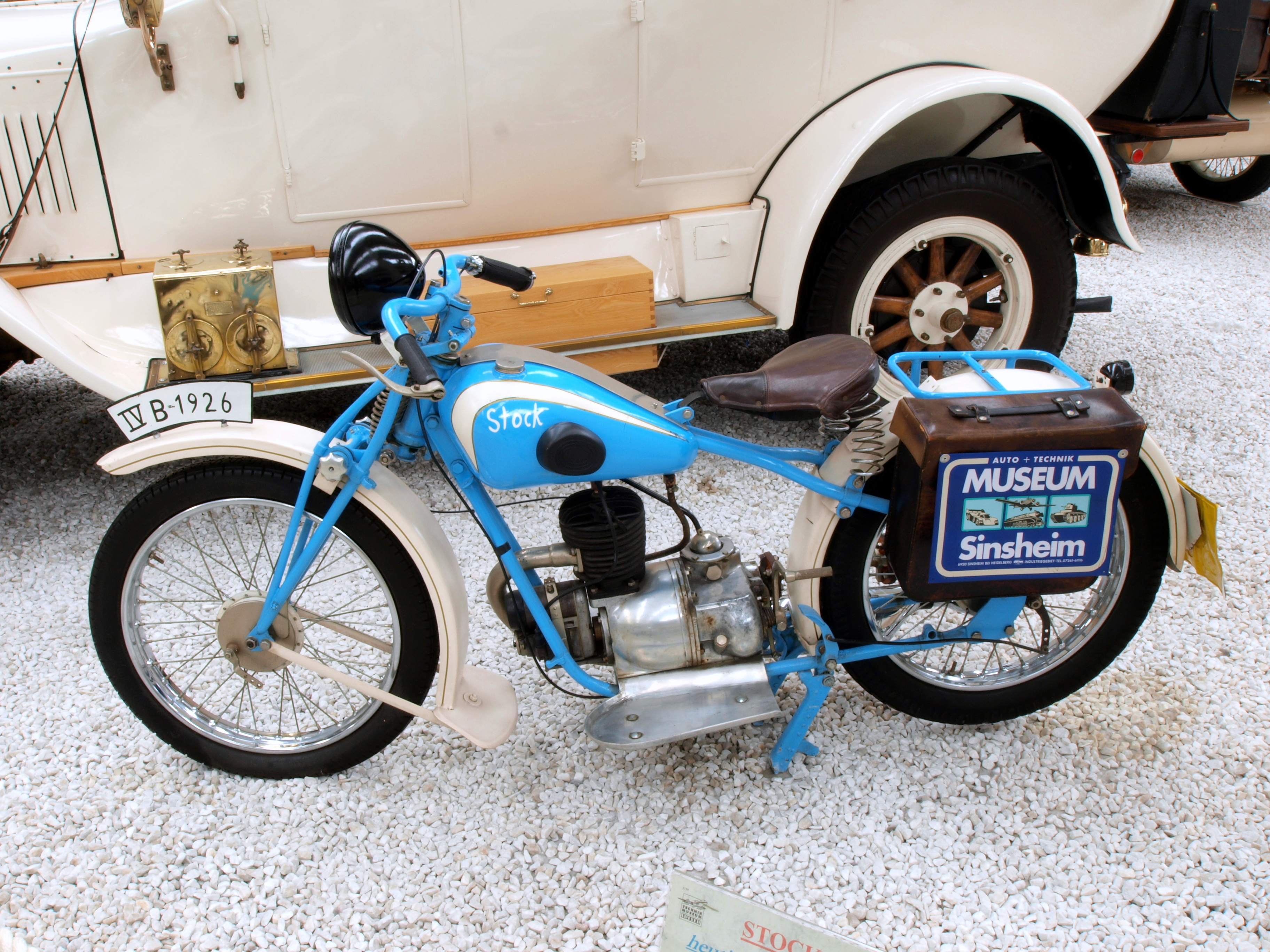
Ein Stock-Motorrad aus Heidelberger Produktion

Die Geschichte der Heidelberger Druckmaschinen AG wurde zu großen Teilen von gesamtwirtschaftlichen Aufschwüngen im 20. Jahrhundert geprägt, die mittelbar durch den Aufstieg der Werbebranche und des Konsumgütersektors auch die Printmedien-Branche positiv beeinflussten. In der neueren Geschichte seit dem Jahr 2000 kam das Unternehmen aufgrund der abnehmenden Bedeutung von Druckerzeugnissen durch die digitale Revolution und wegen kaufmännischer Fehlentscheidungen mehrfach in finanzielle Schwierigkeiten und versucht insbesondere seit den 2010er Jahren auch durch neue Geschäftsmodelle Märkte außerhalb der graphischen Industrie zu erschließen.

### Anfangsjahre (1845–1896)
Der erste Vorläufer der Heidelberger Druckmaschinen AG war eine Glocken-, Feuerspritzen- und Dampfmaschinenfabrik im pfälzischen Frankenthal. Der gelernte Glockengießer Georg Hamm übernahm diese Glockengießerei 1845 vom Stiefsohn des Firmengründers Georg Friedrich Schrader, der die Gießerei 1774 gegründet hatte. Im Januar 1849 wurde Georg Hamms Bruder Andreas Hamm als Teilhaber des Unternehmens aufgenommen, er war zu diesem Zeitpunkt allerdings nur Kommanditgesellschafter zusammen mit dem Beamten Friedrich Wilhelm Meinhold. Die solidarisch haftenden Gesellschafter waren weiterhin Georg Hamm und der Flussreeder Georg Adam Kühnle.
Als offizielles Gründungsdatum der Heidelberger Druckmaschinen AG gilt das Jahr 1850. In diesem Jahr übernahm Andreas Hamm die Anteile seines Bruders Georg am Unternehmen, da Georg Hamm aufgrund seiner Teilnahme an der Revolution 1848/1849 ins Exil flüchten musste. Unzufrieden mit seinen geringen Entscheidungsbefugnissen beschloss Andreas Hamm, schon 1851 wieder aus der Gesellschaft auszuscheiden. Er erhielt die Glockengießerei des Unternehmens, die Maschinenherstellung verblieb bei den anderen Gesellschaftern, die diesen Bereich fortführten.
1856 lernte Hamm Andreas Albert, Montageleiter bei der C. Reichenbachschen Maschinenfabrik und früherer Werkmeister bei Koenig & Bauer, kennen, der sich gerade auf Geschäftsreise befand. Zusammen beschlossen sie fünf Jahre später, neben Glocken und Gussteilen in loser Kooperation auch Schnellpressen herzustellen. Erst im Jahr 1863 begann mit einem formellen Vertrag mit einer Laufzeit von 10 Jahren die Produktion unter dem Firmennamen Albert & Hamm. In diesem neuen Unternehmen stellte Hamm die betriebliche Ausrüstung mit Maschinen und Werkzeugen und sorgte für die Rohstoffbelieferung mit Gussteilen und Stahl. Albert übernahm hauptsächlich die Leitung des Tagesgeschäfts, insbesondere die Konstruktion der Druckmaschinen. Betriebskosten und Gewinn teilten sich die beiden Partner. Die hergestellten Maschinen wurden teilweise kritisiert, eine zu große Ähnlichkeit mit den Reichenbachschen Modellen aufzuweisen ohne nennenswerte Verbesserungen zu besitzen. Dennoch konnten schon bald Maschinen weit außerhalb des deutschen Sprachraums nach Cherson und Odessa verkauft werden. Nach dem Weggang Alberts 1873 begann eine Zwischenphase, die Hamm nutzte, um sich wieder verstärkt dem Glockenguss zu widmen. In diesen Zeitraum fiel auch der Guss der Kaiserglocke für den Kölner Dom. Danach baute Hamm, nun zusammen mit seinem Sohn Karl, wieder Schnellpressen in harter Konkurrenz zu Alberts neuem Unternehmen, der Schnellpressenfabrik Albert & Cie. Diese wurde im 20. Jahrhundert als Albert-Frankenthal AG wieder von Koenig & Bauer übernommen.
Im Jahr 1894 starb Andreas Hamm. Anschließend verkaufte Hamms Sohn das Unternehmen 1895 an Wilhelm Müller, der den Unternehmenssitz nach Heidelberg verlegte. Der Verkauf umfasste jedoch nur den Maschinenbau und nicht die Glockengießerei, die noch bis 1960 eigenständig betrieben wurde. Müller war zum Zeitpunkt der Übernahme bereits Gesellschafter der Maschinenfabrik Heidelberg Molitor & Cie, die er zusammen mit seinem Partner Wilhelm Molitor an der Eppelheimer Straße (heute: Alte Eppelheimer Straße) in Heidelberg-Bergheim betrieb. 1896 wurde die Maschinenfabrik Molitor liquidiert und die A. Hamm OHG, Schnellpressenfabrik und Eisengießerei in das Heidelberger Handelsregister eingetragen. Teilhaber dieses Unternehmens, das die Gebäude der Maschinenfabrik Molitor übernahm, waren Wilhelm Müller und Karl Geiger. Die Hamm’sche Fabrik in Frankenthal wurde noch mehrere Jahre als weiterer Betriebsstandort fortgeführt und schließlich 1900 aufgelöst. An den beiden Fertigungsstandorten in Frankenthal und in Heidelberg-Bergheim wurden 1896 rund 300 Personen beschäftigt.

### Übernahme durch die Banken und den Kahn-Konzern (1896–1931)
Durch steigende Rohstoffpreise und eine nachlassende Nachfrage kam das Unternehmen zur Jahrhundertwende in eine Krise, in deren Folge die nun Schnellpressenfabrik A. Hamm AG genannte Fabrik in den Besitz der Rheinischen Creditbank in Mannheim und der Darmstädter Bank für Handel und Industrie überging. Im Jahr 1905 wurde die Firmenbezeichnung in Schnellpressenfabrik Aktiengesellschaft Heidelberg (Kurzform: Schnellpresse) geändert. Da die Schnellpressenfabrik jedoch weiterhin rote Zahlen schrieb, suchten die Banken bald einen neuen Investor für das Unternehmen, als dessen Gläubiger sie gleichzeitig auftraten. Dieser wurde 1916 im gebürtigen Bochumer Unternehmer Richard Kahn gefunden, der die Heidelberger Maschinenfabrik in sein eigenes Unternehmensgeflecht, den Kahn-Konzern, einband.
Ein bekanntes Produkt unter der Ägide Kahns war der Original Heidelberger Tiegel, der von 1914 bis 1985 165.000 mal produziert wurde. Er besaß erstmals einen automatischen Papiertransport und arbeitete damit weitaus schneller als herkömmliche Modelle. Der Tiegel, der ab 1926 in Fließproduktion gefertigt wurde, stellte das größte Erfolgsmodell der Schnellpresse in dieser Zeit dar. Der Tiegel war schon vor Kahns Übernahme entwickelt worden, unter seiner Leitung wurde er fortentwickelt und zur Serienreife gebracht. Der Original Heidelberger Tiegel gilt als die weltweit bekannteste und verbreitetste Form dieses Maschinentyps.
Eine Besonderheit war die Produktion von Motorrädern in Heidelberg. Ab spätestens 1928 produzierte die Schnellpresse das sogenannte Stock-Motorrad, dessen Baupläne von der Stock-Motorpflug AG innerhalb des Kahn-Konzerns übernommen worden waren. Es handelte sich um ein leichtes Motorrad mit einer Leistung zwischen 2 und 11 PS und ein Modell mit Kardanantrieb. Obwohl das Stock-Motorrad innerhalb des Konzerns in großen Volumina produziert wurde, war die Motorradproduktion für die Heidelberger Fabrik allerdings nur ein äußerst kleiner Teilbereich, der 1933 komplett eingestellt wurde.
Innerhalb von Kahns Firmenkonglomerat kam es 1929 zur Fusion der Maschinenfabrik Geislingen (MAG) und dem Hersteller von Operationstischen C. Maquet AG mit der Schnellpresse. Obgleich die Medizintechniksparte von Maquet bereits 1933 wieder abgestoßen wurde, blieb die Geislinger Maschinenfabrik mit ihrer Gießerei fest mit der Schnellpresse verbunden. Sie war der Vorgänger im heutigen Unternehmensstandort Amstetten bei Geislingen. Die Kahn-Gruppe hatte zu jener Zeit mit immer schwereren finanziellen Problemen zu kämpfen und war hoch verschuldet. Dies brachte 1932 den kompletten Zusammenbruch des Kahn-Konzerns. Zum Glück für die Schnellpresse waren schon 1931 die rentablen Teile der Kahn-Gruppe, darunter die Schnellpresse mit ihren Töchtern MAG und Maquet, auf Drängen der Banken ausgegliedert worden. Dadurch wurde der Fortbestand des Unternehmens gesichert, wenngleich die Deutsche Bank und Disconto-Gesellschaft und die Commerz- und Privatbank zu den neuen Hauptaktionären wurden. Im März 1940 übernahm Rheinelektra die absolute Mehrheit der Schnellpresse-Anteile von der Deutschen Bank.

### Nationalsozialismus und Zweiter Weltkrieg (1931–1945)
Nach dem Zusammenbruch der Kahn’schen Beteiligungsgesellschaft wuchs die Schnellpresse weiter. Einen schweren Rückschlag für das Inlandsgeschäft erlitt das Unternehmen 1935, als der Präsident der Reichspressekammer Max Amann mehrere Verordnungen erließ, die im Sinne der Pressegleichschaltung die Liquidation nicht systemkonformer Verlage ermöglichten und die Neugründung von Druckereien untersagten. Gleichzeitig wirkte sich damals erstmals die gesteigerte Leistungsfähigkeit der Druckereien aufgrund der effizienteren Maschinenbasis negativ auf das Neumaschinengeschäft aus. Dies alles führte 1935 zu einem inländischen Absatzrückgang von 27,6 %. Allerdings konnte dieser Absatzschwund durch einen um fast ein Drittel steigenden Auslandsabsatz kompensiert werden. Trotz schwerer Nachteile aufgrund der Einschränkung der Pressefreiheit und des damit einhergehenden inländischen Absatzeinbruchs war die Schnellpressenfabrik selbst bei NS-Funktionären aufgrund der erwirtschafteten Devisen gern gesehen. In der Zeit der nationalsozialistischen Staatsführung wurde auch politischer Druck zur Entfernung von Juden aus den Betrieben ausgeübt. Das prominenteste und zugleich einzige namentlich bekannte Opfer dieser Verfolgung innerhalb der Schnellpresse war das Vorstandsmitglied Oskar Leroi. Leroi wurde 1937 zum Rücktritt gedrängt und durch den promovierten Juristen Ludwig Henrici ersetzt. Leroi überlebte den Krieg in Frankreich und erhielt bis 1940 Ruhegehaltszahlungen, die im April des Jahres vollständig untersagt wurden. Nach Lerois Rückkehr nach Deutschland 1949 wurden ihm die Ruhestandsbezüge rückwirkend für die Zeit ab 1940 nachgezahlt und bis zu seinem Tod 1962 regelmäßig gezahlt.
Ab dem Kriegsausbruch 1939 wurden vornehmlich Drehbänke gefertigt, da diese als kriegswichtig galten. Hierzu sicherte man sich Aufträge der Magdeburger Werkzeugmaschinenfabrik, die zu den Junkers Flugzeug- und Motorenwerken gehörte, und der Firma Gebrüder Heinemann aus St. Georgen. Die Fließbandfertigung des Tiegels wurde auf die Produktion der Feindrehbänke des Typs D 30 übertragen und die Schnellpressenfabrik zum ersten deutschen Unternehmen, das Werkzeugmaschinen am Fließband herstellte. Die produzierten Maschinen wurden unter anderem im Motoren- und Fluggerätebau eingesetzt. Ein erster Großauftrag über die Fertigung von 500 D-30-Feindrehbänken wurde 1939 durch die Magdeburger Werkzeugmaschinenfabrik erteilt.
Im Januar 1941 erfolgte ein weiterer Großauftrag zur Produktion von 500 Revolverdrehbänken, der durch das Unternehmen Gebrüder Heinemann erteilt wurde. Beide Aufträge hatten zusammen ein Volumen von 4,7 Millionen Reichsmark. Im Geislinger Werk wurden hauptsächlich Granaten- und Geschosshülsen fabriziert, in Heidelberg selbst wurden zusätzlich hydraulische Aggregate für Flugzeuge hergestellt. Obwohl das Rüstungskommando in Mannheim bereits 1940 die Einstellung des Druckmaschinenbaus forderte und die Beschaffung kriegswichtiger Materialien wie Stahl zunehmend schwieriger wurde, wurde die Fabrikation bis 1942 fortgeführt, da der Verkauf ins neutrale Ausland weiterhin Devisen einbrachte. Zum Ausgleich für zum Kriegsdienst einberufene männliche Arbeiter wurden während des Krieges maximal rund 150 französische und sowjetische Kriegsgefangene und Ostarbeiter eingesetzt. Diese machten zu diesem Zeitpunkt 23 % der Gesamtbelegschaft aus. Das Kriegsende überstanden die Hallen der Schnellpressenfabrik unbeschadet.

### Wachstum und Blütezeit (1945–2000)
Nach dem Ende des Zweiten Weltkriegs brach eine neue Ära der Unternehmensgeschichte unter der Leitung des Vorstands Hubert Sternberg an. Dieser wurde 1926 durch Kahn zum Vorstand ernannt. Das heutige Hauptwerk in Wiesloch/Walldorf wurde durch starkes Engagement von Hubert Sternberg nach einem Jahr Bauzeit 1957 eröffnet, weil das Stammwerk in Heidelberg zu eng wurde und der Widerstand gegen ein Neubauvorhaben des Unternehmens in Heidelberg zu groß geworden war.
Sternberg war es auch, der die Heidelberger Erzeugnisse auf Vorführwagen montieren ließ und mit den mobilen Präsentationsmaschinen für landesweite Bekanntheit sorgte. Wurden zu Beginn der 1960er Jahre noch ausschließlich Maschinen für den Hochdruck durch die Schnellpresse produziert, so stellte das Unternehmen 1962 seine erste Maschine für den Offsetdruck, die Heidelberg KOR (Kleine Offset Rotation), vor. 1967 erfolgte die Umbenennung der Schnellpressenfabrik in Heidelberger Druckmaschinen AG. Der GTO (Großer Tiegel Offset) war die erste Offset-Maschine, von der mehr als 40.000 Druckwerke ausgeliefert werden konnten. Der GTO wurde ab dem Jahr von Sternbergs Austritt aus dem Vorstand, 1972, gebaut. 1973 wurde Joachim Pöppel Vorstandsmitglied (Produktionstechnik und Datenverarbeitung). Die Einführung der Speedmaster-Baureihe 1974 festigte die Position Heidelbergs im Bau von Offset-Maschinen. Obwohl die Schnellpresse erst relativ spät in den Markt für Offset-Maschinen vorstieß, wurde das Unternehmen innerhalb weniger Jahre zum Weltmarktführer in diesem Bereich. Die Speedmaster-Reihe wird bis heute gefertigt.
Bereits Mitte der 1980er Jahre zählte Heidelberg, so die neue Kurzform des Firmennamens, zu den wichtigsten Unternehmen des deutschen Maschinenbaus. Zu dieser Zeit war zirka ein Drittel der gesamten europäischen NC-Werkzeugmaschinenbasis in Wiesloch/Walldorf im Einsatz. 1988 erwarb Heidelberg den Rollenoffsetmaschinen-Hersteller Harris Graphics Corporation mit Standorten in Frankreich, den USA und in Mexiko. Nach der deutschen Wiedervereinigung wurde mit der Produktion von Maschinenkomponenten in Brandenburg begonnen. Auf dem Gebiet der Druckvorstufe erwarb Heidelberg 1996 das Unternehmen Linotype-Hell AG, um so seine Produktpalette vor allem um Laserbelichter speziell für die Druckplattenbelichtung zu ergänzen. Ebenfalls 1996 bereicherte das Unternehmen Contiweb, das von Stork übernommen wurde, mit seinen Rollenwechslern das Segment Web Systems mit Zeitungs- und anderen Rollenoffsetdruckmaschinen.
Erst gegen Ende des Jahrhunderts, 1997, wurde die Heidelberger Druckmaschinen AG erstmals an der Frankfurter Börse notiert (Kürzel HDD). Dieser Börsengang wurde durch den damaligen Vorstandsvorsitzenden Hartmut Mehdorn organisiert, der sich hierdurch für den Vorstandsposten bei der angestrebten Privatisierung der Deutschen Bahn qualifizierte. Sein Nachfolger wurde im Oktober 1999 Bernhard Schreier. Im selben Jahr übernahm das Unternehmen die Sparte Office Imaging (Schwarz-Weiß-Digitaldruck) von der Eastman Kodak Company sowie das Unternehmen Stahl aus Ludwigsburg. Dieses Unternehmen fertigte vornehmlich Falzmaschinen und andere Maschinen für die Druckweiterverarbeitung und trägt mit seinen Standorten in Ludwigsburg und Sidney/Ohio noch heute zu den post-press-Aktivitäten Heidelbergs bei. Ebenfalls 1999 wurde das Hauptlogistikzentrum World Logistics Center in Wiesloch eingeweiht, das insbesondere Ersatzteile lagert.
Das Jahr 2000 kann retrospektiv als ein Hochpunkt des Unternehmenswachstums angesehen werden. Der erzielte Umsatz von 5,3 Milliarden Euro im Geschäftsjahr 2000/2001 konnte in den Folgejahren nicht mehr erreicht werden. Die Mitarbeiterzahl erreichte im Geschäftsjahr 2001/2002 mit über 24.900 Arbeitnehmern ihren historischen Höchststand. Im Jahr 2000 wurde die Print Media Academy eröffnet, die als ein Schulungs- und Bürogebäude in Heidelberg geplant wurde, deren ineffiziente Raumnutzung jedoch mehrfach bemängelt wurde. Auf der Branchenleitmesse drupa präsentierte sich Heidelberg als ein Lösungsanbieter für alle Druckereibereiche.

### Erste Schwächephase und Schrumpfung (2000–2008)
Nach den Anschlägen vom 11. September 2001 und den damit verbundenen starken Einbrüchen in der für Heidelberger besonders wichtigen Werbeindustrie war das Geschäftsjahr 2002/2003 das erste Jahr seit den wirtschaftlichen Krisen zu Beginn des 20. Jahrhunderts, in dem die Heidelberger Druckmaschinen AG einen Verlust erwirtschaftete. Im Zuge dieser mehrere Jahre anhaltenden Branchenkrise ordnete das Unternehmen seine Geschäftsaktivitäten neu.
Zum 31. Januar 2003 wurde von der Jagenberg AG der Bereich Bogenstanz- und Faltschachtelklebe-Maschinen für die Verpackungsindustrie, die Jagenberg Diana GmbH in Neuss und Woschnik + Partner in Mönchengladbach sowie ein Werk in der Slowakei, die Jagenberg Slovensko spol. s.r.o. in Nove Mesto, übernommen. Diese Unternehmen produzierten Maschinen, die für das Falten und Verkleben von Karton- und Wellpappe-Verpackungen benötigt werden.
Das starke Wachstum der Heidelberg-Gruppe in den 1990er Jahren erwies sich als nicht nachhaltig, so musste der Bereich Web Systems (Rollenoffsetmaschinen) mit Werken unter anderem in Dover (USA), Montataire (Frankreich) und Boxmeer (Niederlande) an die US-Firma Goss International verkauft werden. Heidelberg erhielt im Gegenzug eine Beteiligung von 15 Prozent an Goss. Die Sparte Digitaldruck und das bis dahin mit Kodak bestehende Joint Venture für digitalen Farbdruck, NexPress, wurden wieder an den amerikanischen Partner übertragen, die Heidelberg Digital Finishing GmbH in Mühlhausen, ein ehemaliger Kodak-Standort, geschlossen. Mit diesen Entscheidungen wurde die Expansion in neue Geschäftsfelder revidiert. Die Verkaufserlöse aus beiden Bereichen lagen äußerst niedrig, dies wurde jedoch hingenommen, um die defizitären Sparten überhaupt abstoßen zu können. Die Heidelberger Druckmaschinen AG konzentrierte sich fortan wieder auf ihr traditionelles Kerngeschäft der Maschinen für den Bogenoffsetdruck.
Im Geschäftsjahr 2004/05 erreichte das Unternehmen wieder die Gewinnzone. Zur gleichen Zeit, im Mai 2004, verkündete RWE, dass das Unternehmen seine Beteiligungen an Heideldruck auflösen werde. Dies geschah im Zuge des allgemeinen Abbaus von Industriebeteiligungen durch den Energiekonzern. RWE hielt für eine lange Zeit, von 1940 bis 1997 mittelbar über Rheinelektra und von 1997 bis 2000 über die Lahmeyer AG, eine Mehrheitsbeteiligung von über 56 % an der Heidelberger Druckmaschinen AG. Nach dem Verschmelzen der Lahmeyer AG auf die RWE im Jahr 2000 wurde die Heideldruck-Beteiligung direkt durch den Mutterkonzern gehalten.
In Qingpu bei Shanghai wurde 2006 mit zunächst 130 Mitarbeitern eine Montage für Falzmaschinen und kleinformatigere Druckmaschinen eröffnet. Im Spätsommer des darauffolgenden Jahres startete die Heidelberger Druckmaschinen AG mit der Herstellung von Maschinen für das so genannte „ganz große Format“. In dieser Formatklasse werden Papierbogen mit einer Breite bis zu 162 Zentimetern bedruckt. Eingesetzt werden solche Maschinen vor allem für den Druck von Verpackungen, die häufig in großen Auflagen benötigt werden. Für die Montage dieser bis zu 200 Tonnen schweren Maschinen wurde am Standort Wiesloch-Walldorf mit einem Kostenaufwand von 45 Millionen Euro eigens eine 260 Meter lange und 135 Meter breite Halle errichtet. Ihre Errichtung fiel zudem mit dem Jubiläum des Standorts zusammen, der im Sommer dieses Jahres sein 50-jähriges Bestehen feiern konnte.

### Unternehmensbedrohliche Krise (2008–2010)
Nach einer erfolgreich verlaufenen drupa im Frühjahr 2008 machte sich die Finanz- und Wirtschaftskrise zunehmend auch im konjunkturempfindlichen Geschäft von Heidelberg bemerkbar. Im zweiten Halbjahr gingen Auftragseingang und Umsatz erheblich zurück und Überkapazitäten auf dem Weltmarkt bereiteten Schwierigkeiten für die Preisgestaltung. Unter dem Druck der Krise wurden Maßnahmen zur Kostensenkung eingeleitet, die mittelfristig rund 400 Millionen Euro einsparen sollten. In diesem Zusammenhang trennte sich das Unternehmen auch von rund 4.000 seiner zuvor weltweit knapp 20.000 Mitarbeiter. An allen deutschen Standorten wurde 2009 und 2010 kurzgearbeitet und zur finanziellen Stabilisierung mussten Kredite und Bundesbürgschaften in Höhe von über 700 Millionen Euro beantragt werden. Auch durch diese staatlichen Zusagen konnte das Fortbestehen Heidelbergers gesichert werden. Auf der Hauptversammlung im Juli 2010 beschlossen die Aktionäre zudem mit großer Mehrheit eine Kapitalerhöhung im Wert von rund 420 Millionen Euro. Die Verschuldung des Unternehmens konnte dadurch vermindert, die Kapitalstruktur verbessert werden. Bereits im vorangegangenen Monat Juni wurde Goss International vollständig von der Shanghai Electric Group übernommen, wobei auch der 15-prozentige Anteil Heidelbergs an Goss den Eigentümer wechselte.

### Einstieg in neue Geschäftsfelder (2011–2019)
Seit April 2011 besteht eine globale strategische Kooperation mit dem japanischen Elektronik-Hersteller Ricoh, um auch den wachsenden Markt für Digitaldruckmaschinen bedienen zu können. Im drupa-Jahr 2012 gab es grundlegende Veränderungen in allen Unternehmensbereichen sowie den Abbau von 2000 Stellen weltweit, davon über 1200 in Deutschland. Anfang November 2013 gab Heidelberg eine globale strategische Partnerschaft mit Fujifilm bekannt.
Die Zusammenarbeit beider Unternehmen sollte sich vor allem darauf konzentrieren, Produkte für den wachsenden Digitaldruckmarkt weiterzuentwickeln, aus dem sich Heidelberg zuvor mit dem Verkauf seiner Digitalmaschinen-Beteiligungen zurückgezogen hatte.
Mit der Übernahme der Gallus Holding im Jahr 2014 stieg Heidelberger in den Etikettendruckmarkt ein. Dies sollte einerseits die Abhängigkeit vom Akzidenzdruck senken und dem Trend zu kleineren Auflagen Rechnung tragen, die meist mit flexibleren Digitaldruckmaschinen produziert werden, andererseits sollte der stark wachsende Markt im Etikettendruck erschlossen werden.
2015 zogen der Vorstand und große Teile der Verwaltung von Heidelberger nach Wiesloch. In Heidelberg verblieb vorerst der Bereich Forschung und Entwicklung, der bis Ende 2018 in eine umgebaute Fertigungshalle des Wieslocher Werks einziehen sollte. 2015 wurde der ehemals von Jagenberg erworbene Unternehmensbereich für die Herstellung von Stanz- und Faltschachtelklebemaschinen an die Masterwork Machinery Co. Ltd. (MK) aus Tianjin veräußert. Heidelberg und Masterwork kooperieren weiterhin in diesem Bereich, so werden die Masterwork-Maschinen beispielsweise in den meisten Weltregionen durch Heidelberg vertrieben.
Im Geschäftsjahr 2015/2016 erzielte das Unternehmen nach etlichen Verlustjahren erstmals wieder einen Gewinn nach Steuern. Seit November 2016 war Rainer Hundsdörfer neuer Vorstandsvorsitzender. Zur Stärkung des Bereichs „Heidelberg Industry“ wurde 2017 der Bamberger Softwareentwickler Docufy übernommen. Dieser bietet Anwendungssoftware für die technische Dokumentation an. Im Oktober 2018 verkündete Heidelberg zudem seine Absicht zur Übernahme des Falzmaschinenherstellers MBO aus Oppenweiler.
Diese Übernahme hätte die Weiterverarbeitungssparte Heidelbergs deutlich vergrößert, wurde jedoch im Mai 2019 durch das Bundeskartellamt untersagt. Am 23. Januar 2019 wurde bekannt, dass sich der bisherige Vertriebspartner im Bereich der Maschinen für die Weiterverarbeitung von Verpackungsdrucken, die chinesische Masterwork Group, mit 8,5 % an der Heidelberger Druckmaschinen AG beteiligen möchte. Im März 2019 wurde die Beteiligung vollzogen.
Insbesondere im Zuge eines schwierigeren Marktumfelds begann die Heidelberger Druckmaschinen AG verstärkt Dienstleistungen im Bereich der Lohnfertigung zu vermarkten und eigene Produkte außerhalb der grafischen Industrie anzubieten. Hierzu zählt unter anderem seit 2018 die Produktion von Wandladestationen für Elektrofahrzeuge, deren Elektronik durch das Unternehmen entwickelt wird. Heidelberger belieferte unter anderem den Stand 2024 insolventen und zur Liquidation vorbereiteten Elektrofahrzeughersteller Next.e.GO Mobile SE mit Leistungselektronik, sogenannte Wallboxen, für die standardmäßige Ladeeinheit des Unternehmens. Das Geschäftsfeld mit Wandladestationen habe sich gut entwickelt, schrieb Carsten Dierig in Die Welt im Jahr 2023, benötige aber nach dem Ende von Förderungen einen Strategiewechsel. Die Wandladestationen werden unter dem Namen der Tochtermarke Amperfield verkauft. Günther Schuh, Mitbegründer von e.GO Mobile und Streetscooter, war bis 2019 Mitglied des Aufsichtsrats der Heidelberger Druckmaschinen AG.

### Jüngere Entwicklungen (seit 2020)

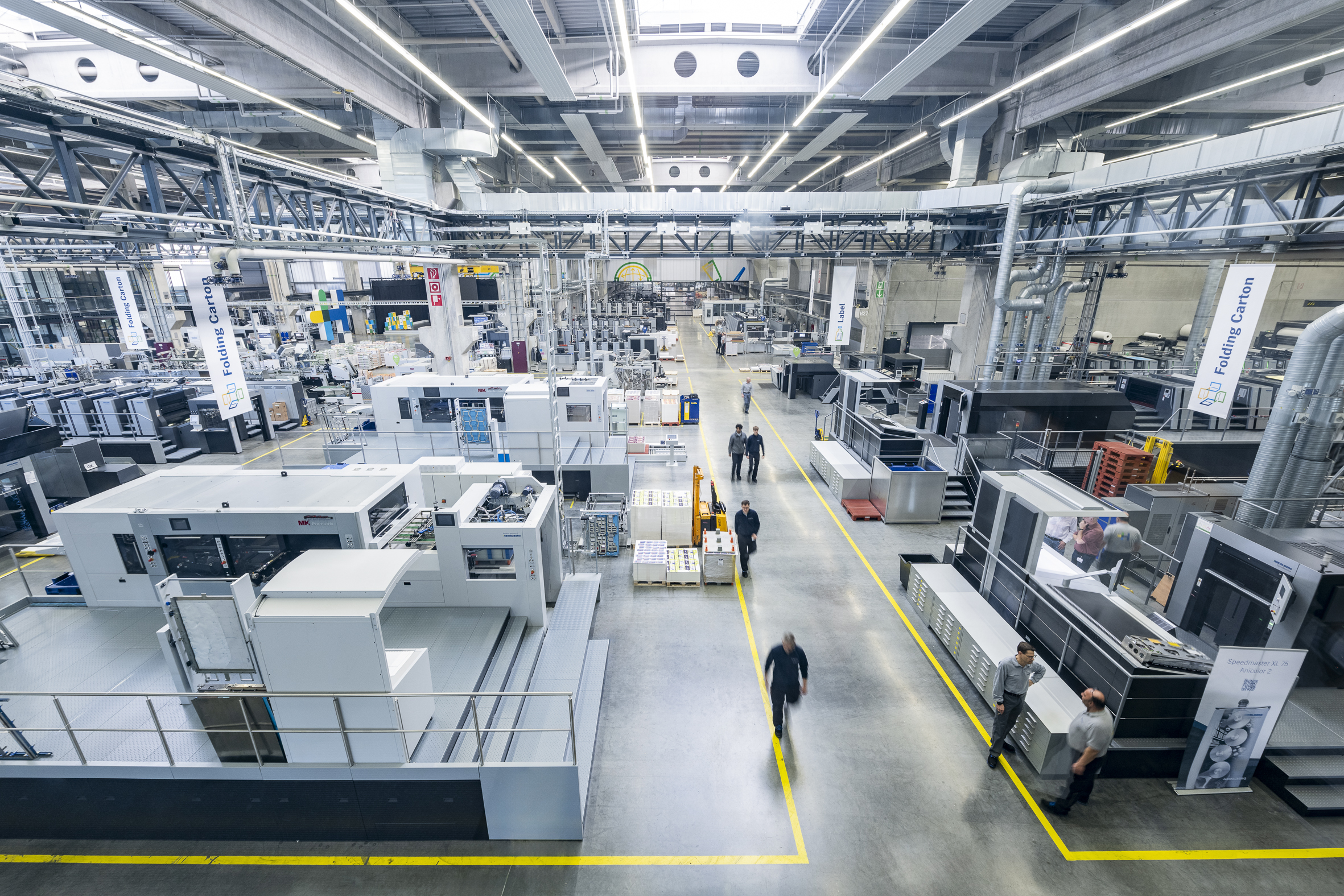
Print Media Center der Heidelberger Druckmaschinen

Im März 2020 gab die Deutsche Börse bekannt, dass die Heidelberger Druckmaschinen AG künftig nicht mehr in der Zusammensetzung des SDAX berücksichtigt wird. Von 1998 bis zum Abstieg in den SDAX 2012 war Heidelberg Teil des MDAX gewesen. Ebenfalls 2020 wurde das Subskriptionsangebot der Heidelberger Druckmaschinen AG ausgebaut, wonach Kunden nicht mehr für die eingesetzte Maschine bezahlen, sondern für die Menge der produzierten Druckbögen bezahlen können.
Im Juli 2020 verkündete Heidelberg den Verkauf von Gallus an die Schweizer Benpac Holding AG. Dieser Verkauf wurde im Januar 2021 abgesagt, da Benpac den Kaufpreis in Höhe von 120 Millionen Euro nicht fristgemäß gezahlt hatte. Heidelberg machte daraufhin Schadenersatzansprüche in Höhe von 50 Millionen Euro geltend. Im November 2021 wurde Konkurs über Benpac eröffnet.
Ebenfalls 2020 wurde bekannt, dass der Pensionsfonds, der die Betriebsrenten finanzieren sollte, aufgelöst wird. Hintergrund war, dass durch diesen Schritt 380 Millionen Euro für die Unternehmenskasse freigesetzt wurden und ein großer Teil der Schulden des Unternehmens (von 250 auf 43 Millionen Euro Nettoverschuldung) abgebaut werden konnte. Zuvor hatten Arbeitnehmervertreter akzeptieren müssen, dass die Altersvorsorge sich wieder verstärkt am operativen Erfolg des Unternehmens ausrichtet. Jens Koenen kommentierte im Handelsblatt, das Unternehmen versuche sich von einem Großkonzern in einen Mittelständler „gesund zu schrumpfen“, nachdem „das Internet gedruckte Produkte“ in vielen Bereichen verdrängt habe. Im Jahr 2021 wurde ein Teil des Firmengeländes in Wiesloch an die VGP Group zur Entstehung eines Industrie- und Gewerbeparks verkauft.
2022 wurde eine digitale Injekt-Druckmaschine mit dem Namen Gallus One für die Herstellung von Elektronischen Etiketten vorgestellt. Neben Druckmaschinen für Elektronische Etiketten investierte Heidelberger Druckmaschinen in jüngerer Zeit auch in das Verpackungssegment. Im Mai 2023 wurde die Flexodruckmaschine Boardmaster vorgestellt, welche das weltweit wachsende Geschäftssegment Verpackung bedienen soll. 2023 eröffnete die Tochtergesellschaft Gallus ein neues Kundencenter.
Im Mai 2024 teilten Heidelberger Druckmaschinen und Canon eine weltweite Kooperation in den Bereichen Vertrieb und Servicekooperation bei Tintenstrahldruckern (oder auch Inkjetdruckern) mit. Zusätzlich entsteht bei den Heidelberger Druckmaschinen eine neue Inkjet-Produktfamilie unter dem Namen Jetfire, deren Technik zum Teil auf Druckmaschinen von Canon basiert. Im Anschluss an die Industriemesse Drupa verkündete das Unternehmen im Juni 2024 eine gute Auftragslage und beendete die zeitweilige Kurzarbeit. Anfang Juli 2024 wurde Jürgen Otto, der ehemalige Chef von S.Oliver, Nachfolger des bisherigen Vorstandsvorsitzenden Ludwig Monz. Dabei kündigte Otto diverse Restrukturierungen und eine Senkung der Personalkosten an, letzteres aber ohne Kündigungen.

## Umsatz- und Mitarbeiterentwicklung
| Umsatzentwicklung der Heidelberger Druckmaschinen AG | Umsatzentwicklung der Heidelberger Druckmaschinen AG | Umsatzentwicklung der Heidelberger Druckmaschinen AG | Umsatzentwicklung der Heidelberger Druckmaschinen AG | Umsatzentwicklung der Heidelberger Druckmaschinen AG |
| ---------------------------------------------------- | ---------------------------------------------------- | ---------------------------------------------------- | ---------------------------------------------------- | ---------------------------------------------------- |
| Jahr                                                 |                                                      |                                                      |                                                      | Umsatz                                               |
| 1997                                                 | 1997                                                 |                                                      | 3.514                                                | 3.514                                                |
| 1998                                                 | 1998                                                 |                                                      | 3.948                                                | 3.948                                                |
| 1999                                                 | 1999                                                 |                                                      | 4.602                                                | 4.602                                                |
| 2000                                                 | 2000                                                 |                                                      | 5.303                                                | 5.303                                                |
| 2001                                                 | 2001                                                 |                                                      | 5.017                                                | 5.017                                                |
| 2002                                                 | 2002                                                 |                                                      | 4.130                                                | 4.130                                                |
| 2003                                                 | 2003                                                 |                                                      | 3.114                                                | 3.114                                                |
| 2004                                                 | 2004                                                 |                                                      | 3.207                                                | 3.207                                                |
| 2005                                                 | 2005                                                 |                                                      | 3.586                                                | 3.586                                                |
| 2006                                                 | 2006                                                 |                                                      | 3.803                                                | 3.803                                                |
| 2007                                                 | 2007                                                 |                                                      | 3.670                                                | 3.670                                                |
| 2008                                                 | 2008                                                 |                                                      | 2.999                                                | 2.999                                                |
| 2009                                                 | 2009                                                 |                                                      | 2.306                                                | 2.306                                                |
| 2010                                                 | 2010                                                 |                                                      | 2.629                                                | 2.629                                                |
| 2011                                                 | 2011                                                 |                                                      | 2.596                                                | 2.596                                                |
| 2012                                                 | 2012                                                 |                                                      | 2.735                                                | 2.735                                                |
| 2013                                                 | 2013                                                 |                                                      | 2.434                                                | 2.434                                                |
| 2014                                                 | 2014                                                 |                                                      | 2.334                                                | 2.334                                                |
| 2015                                                 | 2015                                                 |                                                      | 2.512                                                | 2.512                                                |
| 2016                                                 | 2016                                                 |                                                      | 2.524                                                | 2.524                                                |
| 2017                                                 | 2017                                                 |                                                      | 2.420                                                | 2.420                                                |
| 2018                                                 | 2018                                                 |                                                      | 2.490                                                | 2.490                                                |
| 2019                                                 | 2019                                                 |                                                      | 2.349                                                | 2.349                                                |
| 2020                                                 | 2020                                                 |                                                      | 1.913                                                | 1.913                                                |
| 2021                                                 | 2021                                                 |                                                      | 2.183                                                | 2.183                                                |
| 2022                                                 | 2022                                                 |                                                      | 2.435                                                | 2.435                                                |
| 2023                                                 | 2023                                                 |                                                      | 2.395                                                | 2.395                                                |
| Alle Umsatzzahlen in Millionen Euro. Datenquelle:    |                                                      |                                                      |                                                      |                                                      |

Bis ins Jahr 2000 war das Geschäft Heidelbergs von relativ stetigem Wachstum geprägt. Insbesondere im Zeitraum der direkten Nachkriegszeit bis in die zweite Hälfte der 1960er Jahre stiegen die Umsätze jährlich an. Mit der Harris Graphics Corporation wurde 1988 zum ersten Mal in der Unternehmensgeschichte ein anderes Unternehmen übernommen. Neben organischem Wachstum sorgten weitere Übernahmen in den 1990er Jahren zum Aufstieg zu einem der größten Maschinenbaukonzerne Deutschlands. Nach dem Jahr 2000 sorgten mehrere Faktoren für einen rasanten Absatzeinbruch.
Neben dem fortschreitenden Siegeszug digitaler Medien und digitaler Werbung sorgten die Terroranschläge des 11. September 2001 für eine abrupte Eintrübung des Konsumklimas und damit einhergehend für stark rückläufige Werbeinvestitionen und Investitionen in der Printmedienindustrie. In Anbetracht rückläufiger Absatzzahlen erwiesen sich vorangegangene Investitionen Heidelbergs in den Digital- und den Rollenoffsetdruck als zusätzliche Belastung. Dies resultierte in Desinvestitionen in diesen Konzernbereichen. Da die Druckindustrie und vor allen Dingen der Akzidenzdruck frühere Auflagenniveaus nicht mehr erreichte, verharrte auch die Nachfrage nach Neumaschinen auf niedrigem Niveau. Weil stagnierende Druckvolumina nun durch immer effizientere Maschinen bearbeitet wurden, stellte auch die stetige Weiterentwicklung der Maschinenkapazitäten einen Grund für die gesunkene Neumaschinennachfrage dar. Ungefähr ab dem Jahr 2014 endete für Heidelberg eine Schrumpfungsphase, die schon im Jahr 2000 begann, und es stellte sich eine Stagnation von Umsatz- und Mitarbeiterzahlen ein. Trotz der Anpassung von Unternehmensstrukturen an die gesunkene Nachfrage konnten in den Jahren nach 2000 nur noch spärlich sehr geringe Gewinne ausgewiesen werden. Als Reaktion auf den Einbruch des Neumaschinengeschäfts entwickelte Heidelberg in den 2010er Jahren ein nutzenbasiertes Vertragsgeschäft, bei dem Kunden regelmäßig in Abhängigkeit ihrer Maschinennutzung zahlen und dafür keine großen Einmalinvestitionen eingehen müssen. Weiterhin baute Heidelberg sein Geschäft mit Druckfarben, Lacken und anderen Verbrauchsgütern aus. Diese Maßnahmen führten jedoch nicht zu einer schnellen Besserung der Unternehmenslage. Im Geschäftsjahr von April 2023 bis März 2024 lag die Umsatzhöhe bei rund 2,4 Milliarden Euro und wurde inzwischen als stabil beschrieben. 2024 stellte die Geschäftsleitung eine zunehmende Internationalisierung, den Ausbau der eigenen Wertschöpfungskette sowie die Industrieproduktion als drei Faktoren dar, um erneutes Wachstum zu erreichen.

## Produkte und Innovationen
Größter Produktbereich des Unternehmens ist die Herstellung von Bogenoffset-Druckmaschinen. Bogenoffsetdruck wird überwiegend für hochwertige, mehrfarbige Druckprodukte wie Kataloge, Bildbände, Kalender, Plakate, Verpackungen und Etiketten eingesetzt. Immer wichtiger werden dabei Veredelungstechniken wie Lacke, spezielle Duftstoffe oder ausgefallene Bedruckstoffe. Moderne Bogenoffset-Druckmaschinen bedrucken bis zu 21.000 Bogen pro Stunde. Obwohl die Heidelberger Druckmaschinen AG in der zweiten Hälfte des 20. Jahrhunderts verstärkt durch Unternehmenszukäufe in die Produktion von Rollenoffset- und Flexodruckmaschinen sowie Plattenbelichtern und Weiterverarbeitungsmaschinen expandierte, stellte die Fertigung von Bogenoffset-Druckmaschinen und in Verbindung damit die Entwicklung der notwendigen Software seit den 1980er Jahren stets das Kerngeschäft dar. Neuere Produktsparten des Unternehmens sind Maschinen für Verpackungs- und Etikettendruck sowie Wandladestationen. Hinzu kommt die Produktion von Falzmaschinen für die Druckweiterverarbeitung.
Mit einem Marktanteil von rund 40 % war Heidelberg 2018 nach eigenen Angaben Weltmarktführer im Kerngeschäft mit Bogenoffset-Druckmaschinen. Hauptkonkurrenten in diesem Bereich sind Koenig & Bauer und Komori sowie RYOBI. Der große Wettbewerber manroland verlor nach seiner Insolvenz 2011 und der nachfolgenden Aufspaltung stark an Bedeutung.

### Übersicht von Maschinen bis 1919
| 1860 | Glättpressen und Satiniermaschinen                        |
| 1861 | Schnellpressen, Hand- und Glättpressen, Satiniermaschinen |
| 1895 | „Pro Patria, Cylindertretschnellpresse“ von Andr. Hamm    |
| 1895 | Schnellpresse von Wilhelm Müller                          |
| 1896 | Falzmaschine von Wilhelm Müller                           |
| 1914 | Erstvorstellung Original Heidelberger Tiegel (OHT)        |

### Übersicht von Maschinen ab 1919
Die folgende Tabelle bietet einen Überblick über die Druckmaschinen-Familien aus der Produktion der Schnellpressenfabrik AG Heidelberg und der Heidelberger Druckmaschinen AG nach 1919:
| Maschinentyp                            | Produktions- zeitraum                | Produzierte Maschinen | Anmerkungen |  |
| --------------------------------------- | ------------------------------------ | --------------------- | --- |  |
| Schnellpresse Exquisit                  | 1919–1931                            | unbekannt             | |  |
| Tiegeldruckautomat (Super-Heidelberger) | 1921–1985                            | 144.900               | |  |
| Großer Tiegel (Großer Heidelberger)     | 1932–1985                            | 20.200                | |  |
| Zylinderautomat (S-Buchdruck)           | 1935–1979                            | 39.200                | |  |
| OHZ - Original Heidelberger Zylinder    | 1937-unbekannt (wahrscheinlich 1962) | unbekannte Menge      | nicht zu verwechseln mit der Zylinder-Buchdruck-Baureihe SB-S usw. |  |
| Kleiner Zylinderautomat (K-Buchdruck)   | 1957–1979                            | 22.700                | |  |
| K-Offset (KOR)                          | 1962–1985                            | 38.800                | Erste Offset-Maschine des Unternehmens. |  |
| Rotaspeed                               | 1965–1976                            | 2.700 DW              | (DW steht für Druckwerke). Wurde als Litho- und Offsetmaschine angeboten, erste Maschinenbaureihe im Grossformat bis 145cm. |  |
| S-Offset                                | 1967–2000                            | 37.300 DW             | |  |
| GTO                                     | 1972–2014                            | >106.000 DW           | |  |
| Speedmaster                             | 1974–                                |                       | Speedmaster ging aus der Baureihe SORM hervor und wurde anfangs auch so verkauft (SORM-V) im Format 72cm, ab 1977 wechselte der Name zu Speedmaster und die Grösse 102 wurde mitangeboten. Aktuelle Maschine ist Stand 2024 der Speedmaster 106 XL. |  |
| Mainstream 80                           | 2000–2004                            |                       | Rollenoffset-Maschine für den Zeitungsdruck. Wurde nach dem Verkauf des Rollenoffset-Geschäfts an Goss als „Goss Mainstream“ vertrieben. |  |
| Versafire (Linoprint)                   | 2013–                                |                       | Digitaldruckmaschinen für kleinere Druckauflagen. In Zusammenarbeit mit Ricoh entwickelt. |  |
| Omnifire (Jetmaster)                    | 2015–                                |                       | Digitale Inkjet-Maschine zum Bedrucken von dreidimensionalen Objekten. |  |
| Primefire                               | 2016–2020                            |                       | Digitaldruckmaschine für den industriellen Verpackungsdruck, in Zusammenarbeit mit Fujifilm entwickelt. |  |
| Gallus One                              | 2022–                                |                       | Inkjet-Maschine mit Hard- und Software für die Herstellung hochwertiger Etiketten. |  |
| Boardmaster                             | 2023–                                |                       | Flexodruckmaschine für den Verpackungsmarkt. |  |
| Jetfire                                 | 2024–                                |                       | Digitaldruck-Maschine mit Inkjet-Technologie. |  |

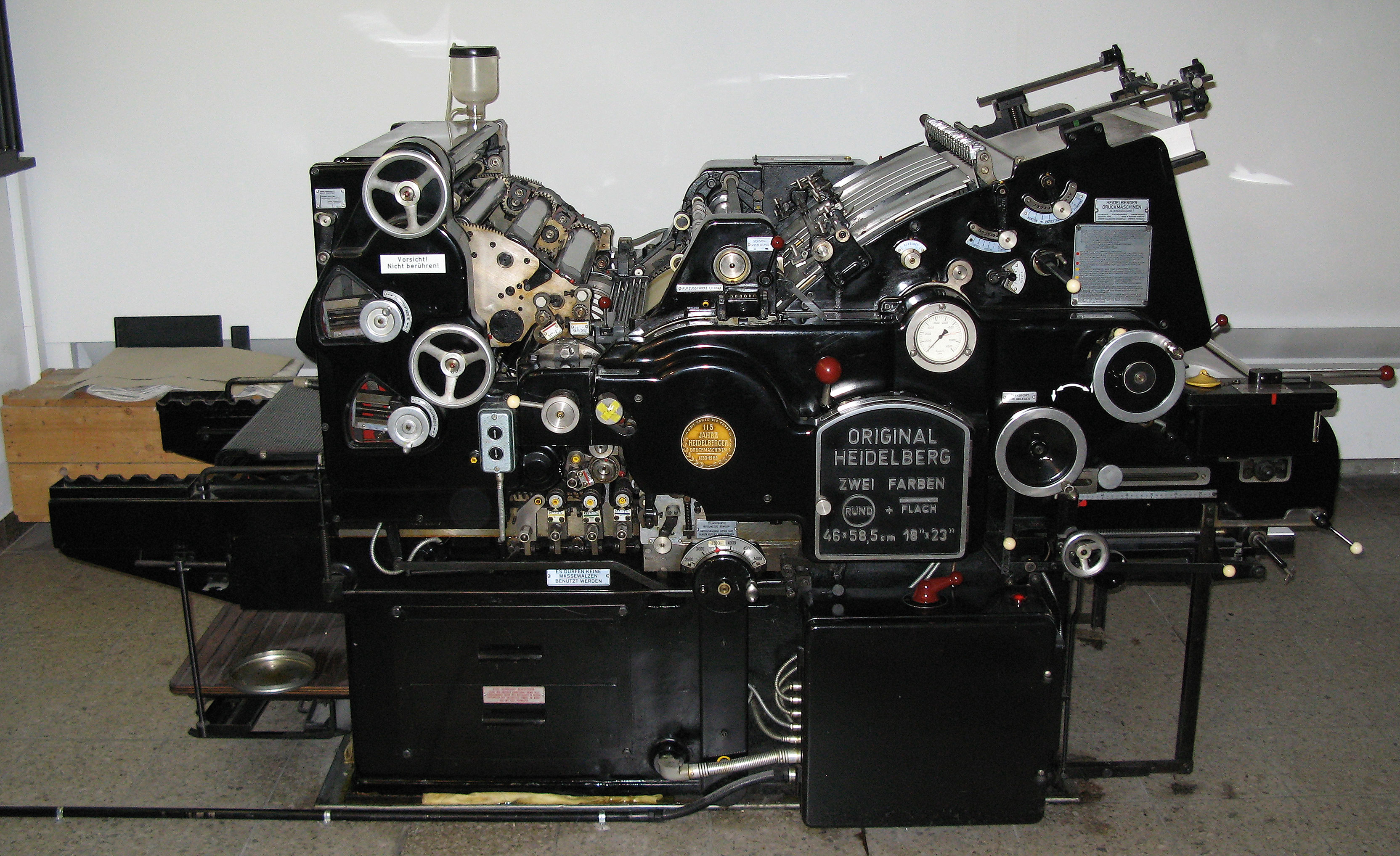
Heidelberg Zylinder-Druckmaschine
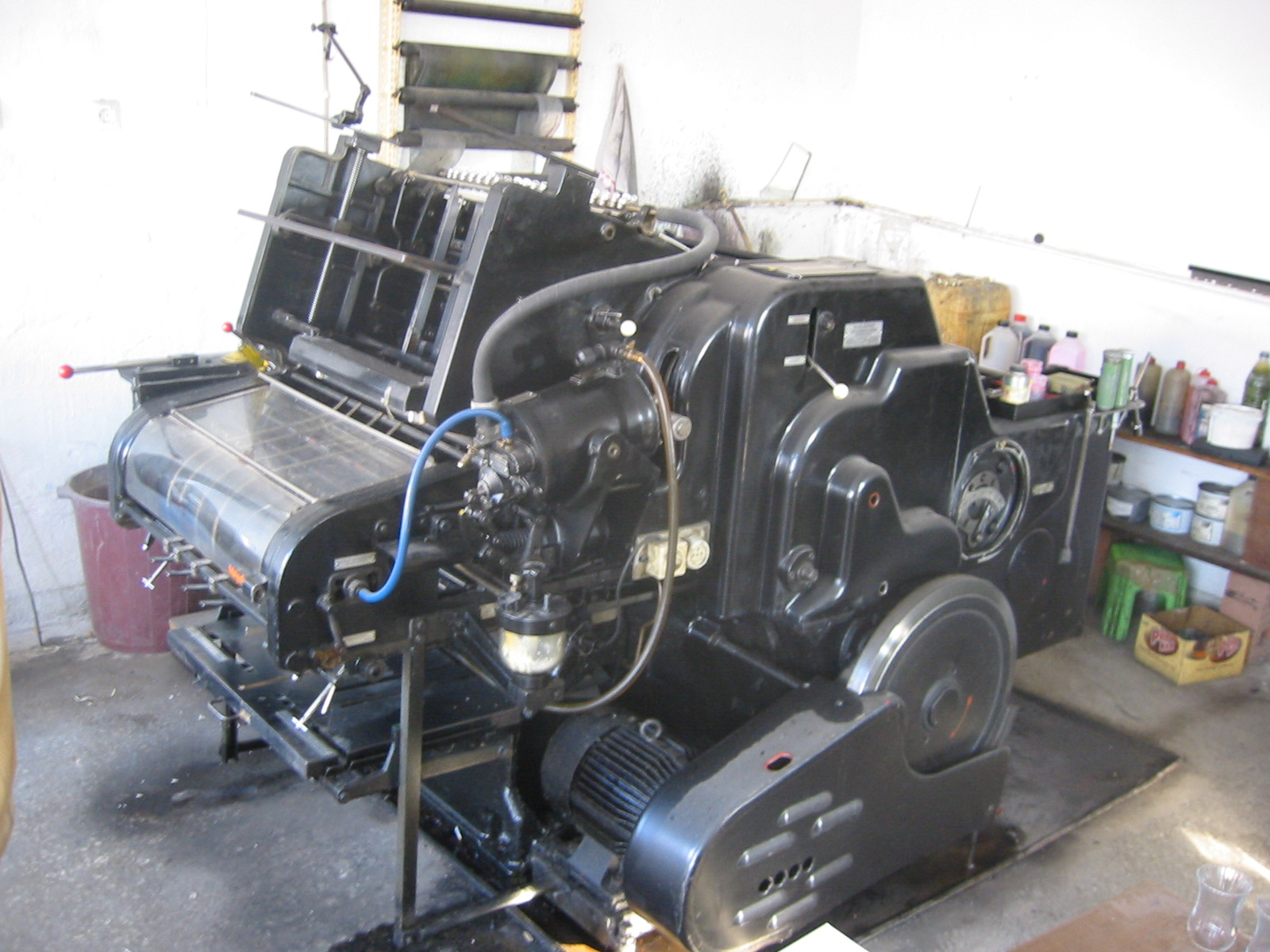
Heidelberg KOR Offset-Druckmaschine, die erste Offset-Reihe Heidelbergs

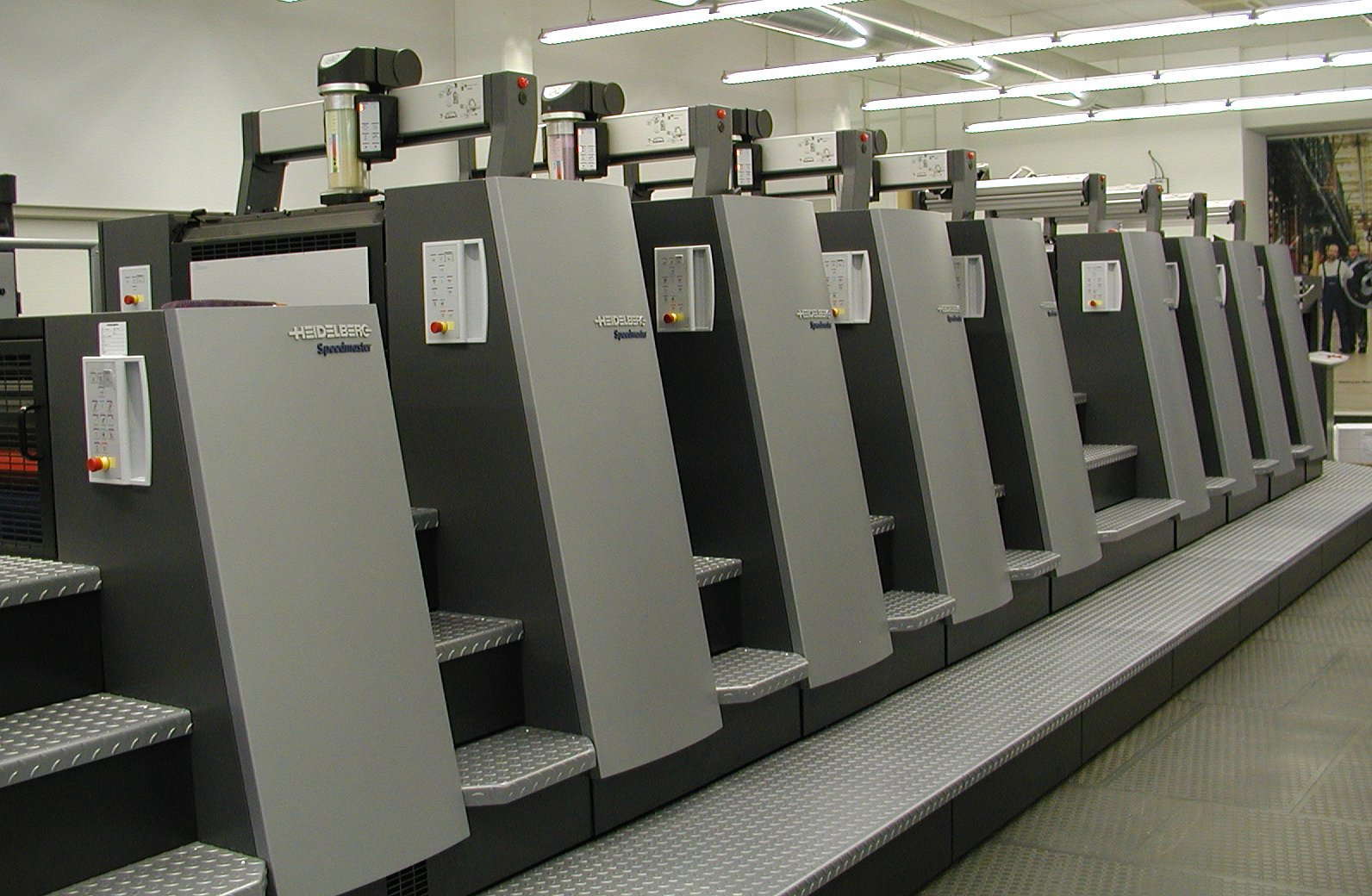
8-Farben-Druckmaschine Speedmaster CD 74 mit Lackierwerk
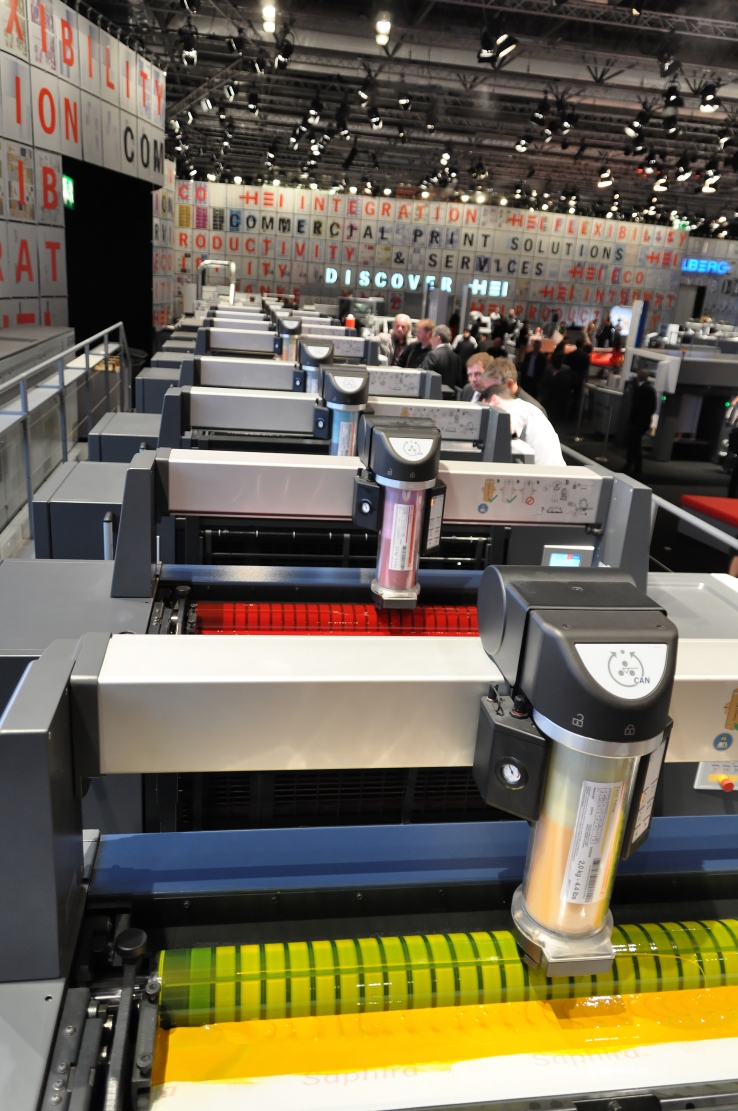
Speed- master mit Farbzuführ- system
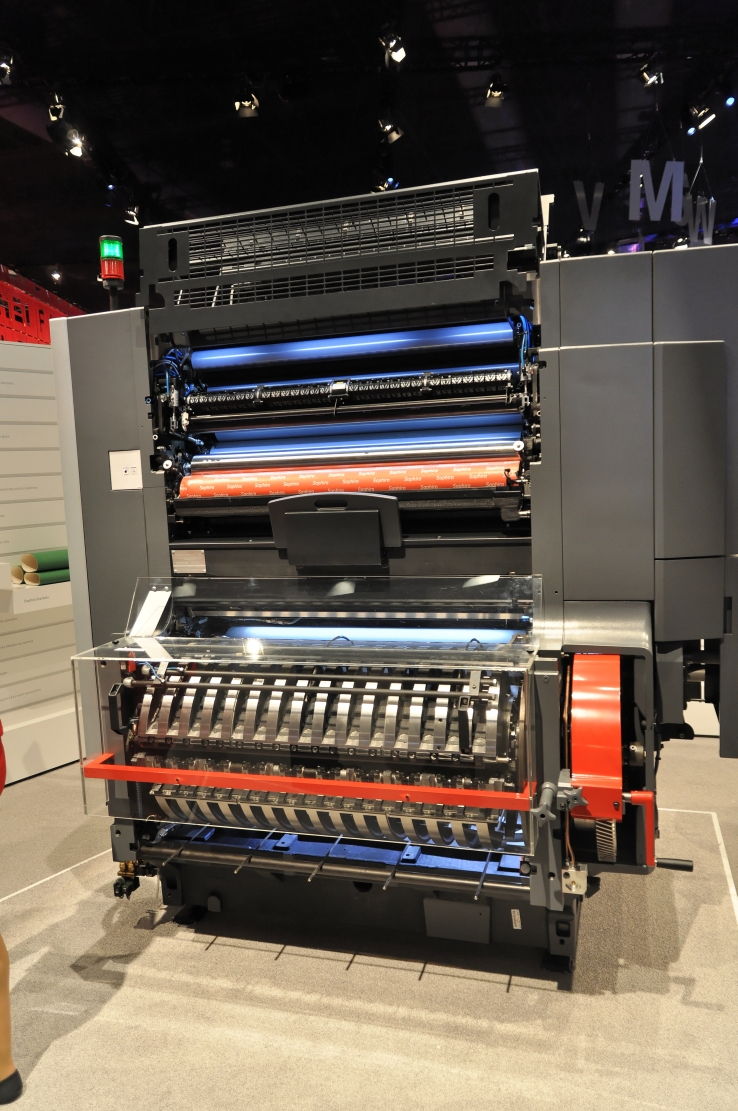
Druckwerk einer Speed- master
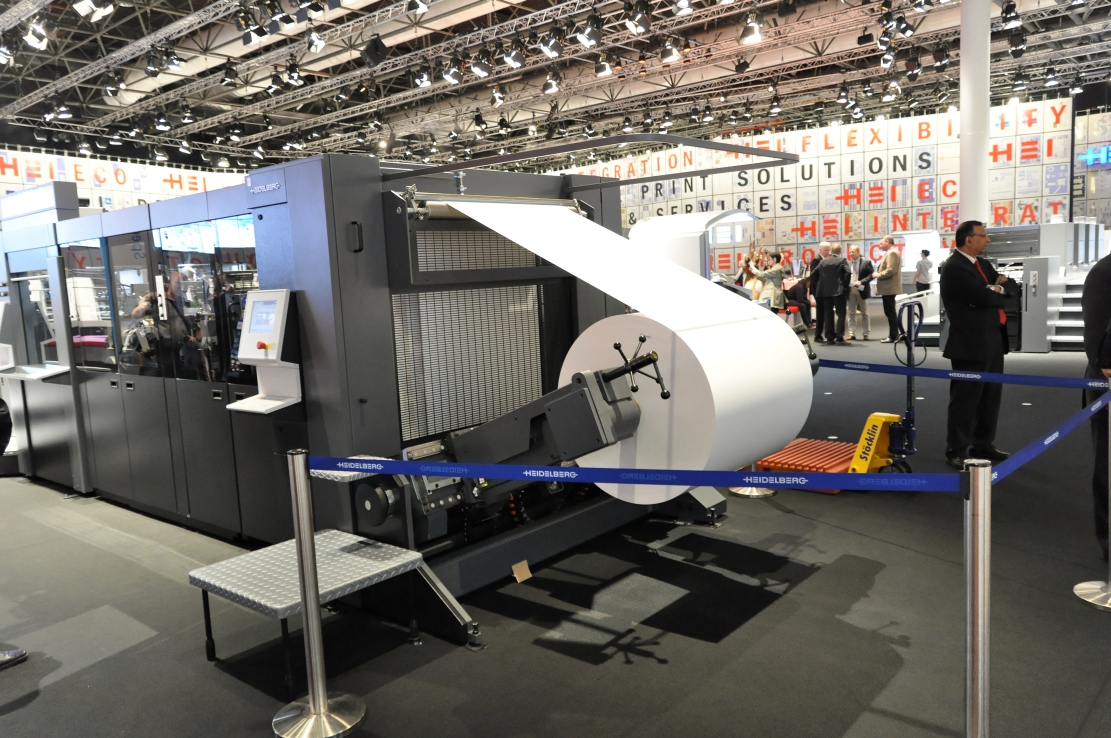
Durch einen Rollenquerschneider kann das Papier einer Rolle im Bogenoffset bedruckt werden.
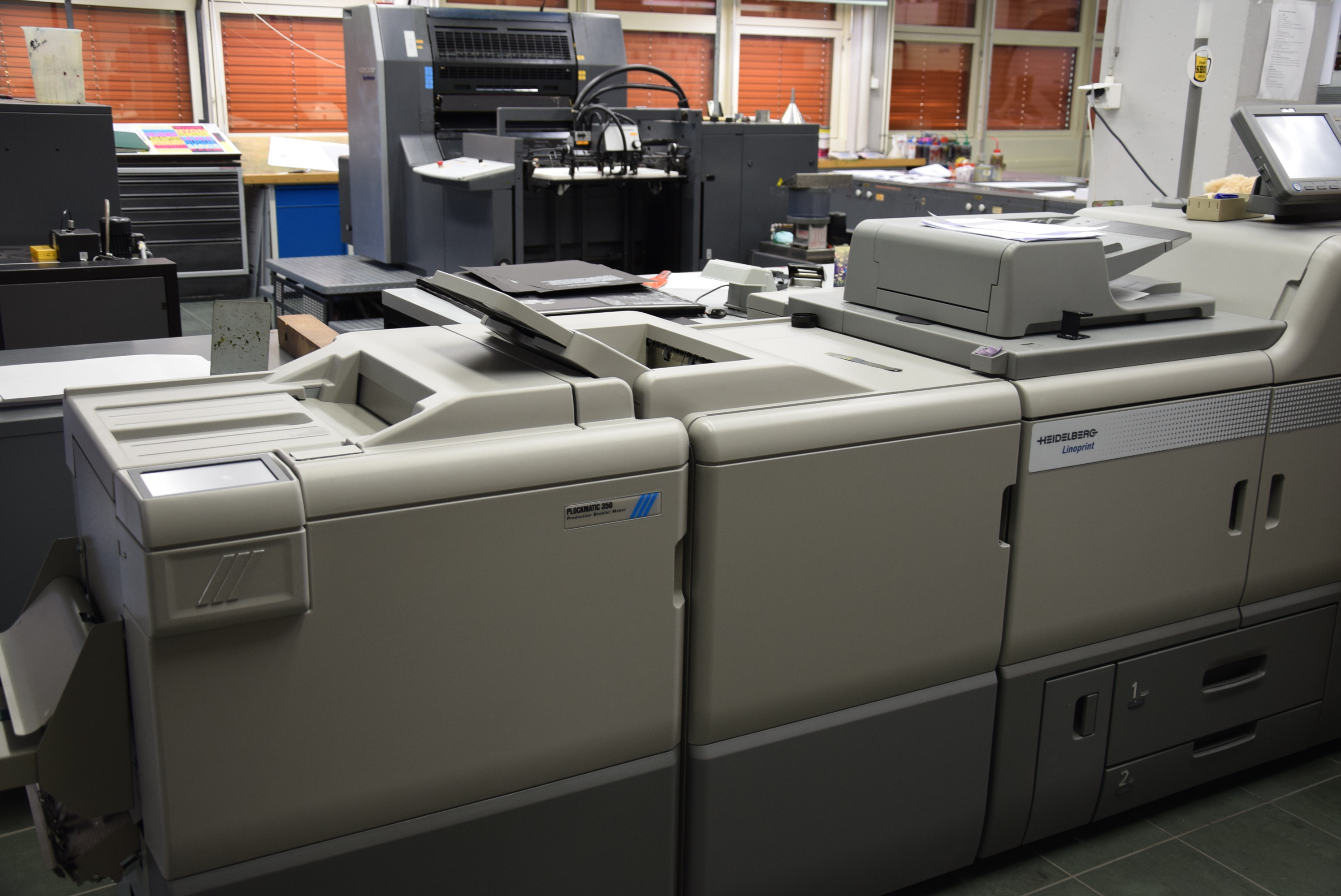
Im Vordergrund eine Linoprint-Digitaldruckmaschine, im Hintergrund ein Heidelberger Offset-Druckwerk
- Der Heidelberger Tiegel konnte neben dem Druck auch, wie hier zu sehen, für Stanzarbeiten genutzt werden.

### Maschinen, Technologien und Verfahren rund um den Druckprozess
Durch starke Unternehmenszukäufe in den späten 1990er und den frühen 2000er Jahren stieg die Heidelberger Druckmaschinen AG zunehmend in die Produktion von Maschinen für dem Druck vor- und nachgelagerte Prozesse ein. 2006 führte Heidelberger Druckmaschinen die Softwareplattform Prinect ein, die als zentrale Plattform die Schritte der Druckproduktion in durchgängigen Prozessen miteinander verbindet und somit die Druckgeschwindigkeit erhöht. Inzwischen bietet Prinect verschiedene Anwendungen in den Bereichen Automatisierung und Digitalisierung.
Im Jahr 2024 vertrieb das Unternehmen neben den eigentlichen Druckmaschinen (Druck, englisch: press) auch Geräte zur Belichtung der Druckplatten (Druckvorstufe, englisch: pre press) sowie zur Weiterverarbeitung der bedruckten Bogen, also Maschinen zum Schneiden, Falzen und Stanzen sowie Faltschachtelklebemaschinen (Druckweiterverarbeitung, englisch: post press). Hinzu kommen Softwarekomponenten zur Integration aller in einer Druckerei anfallenden Prozesse. Zu den eigens hergestellten Maschinen des Unternehmens zählen neben dem Speedmaster die Falzmaschine Stahlfolder und der Belichter Suprasetter.

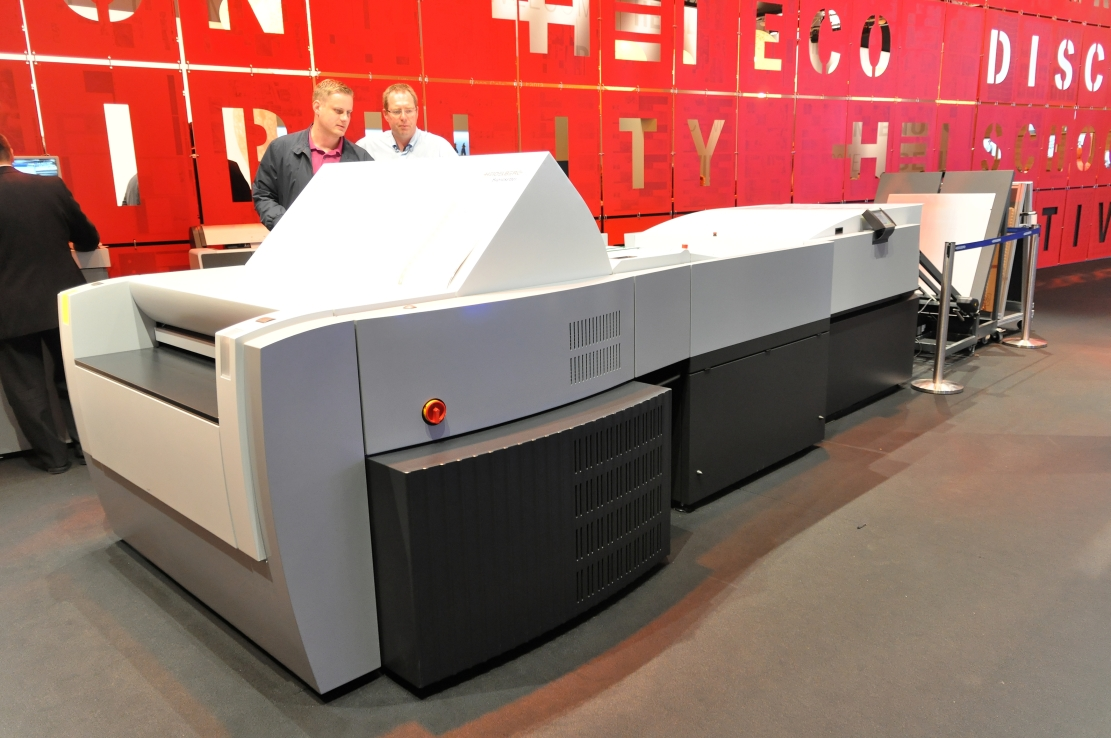
Ein Plattenbelichter für Offset-Druckplatten
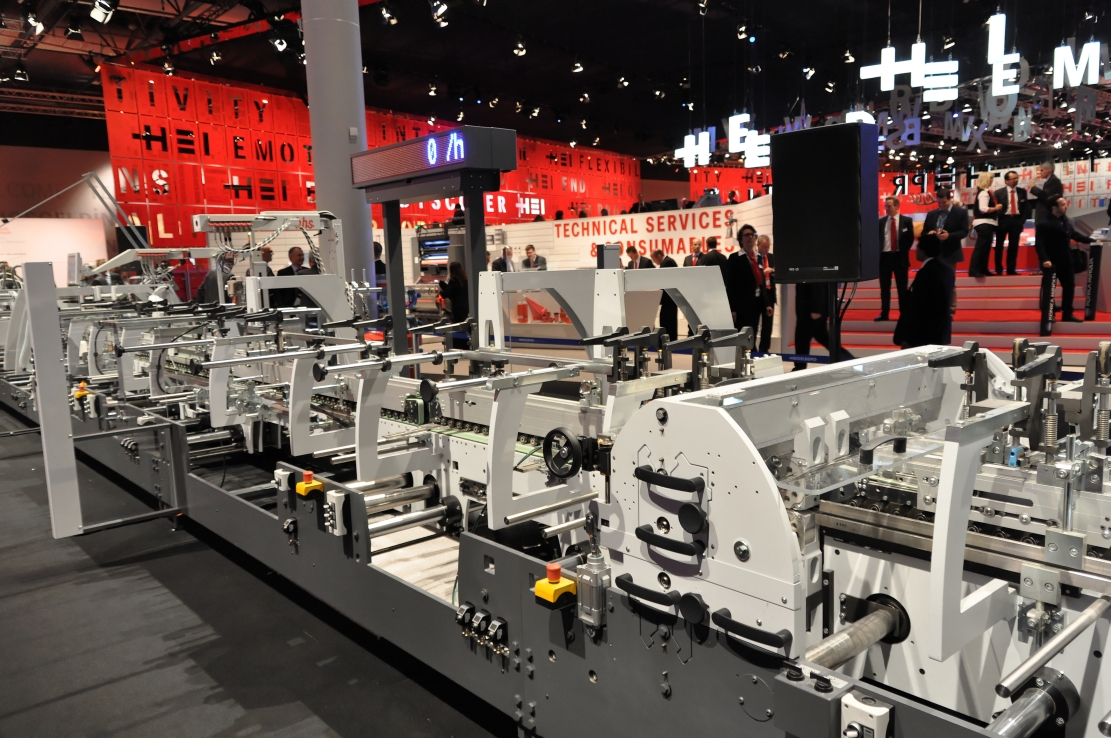
Faltschachtelklebe- maschinen wurden bis 2018 von Heidelberg gebaut und werden seitdem von Masterwork Machinery produziert.
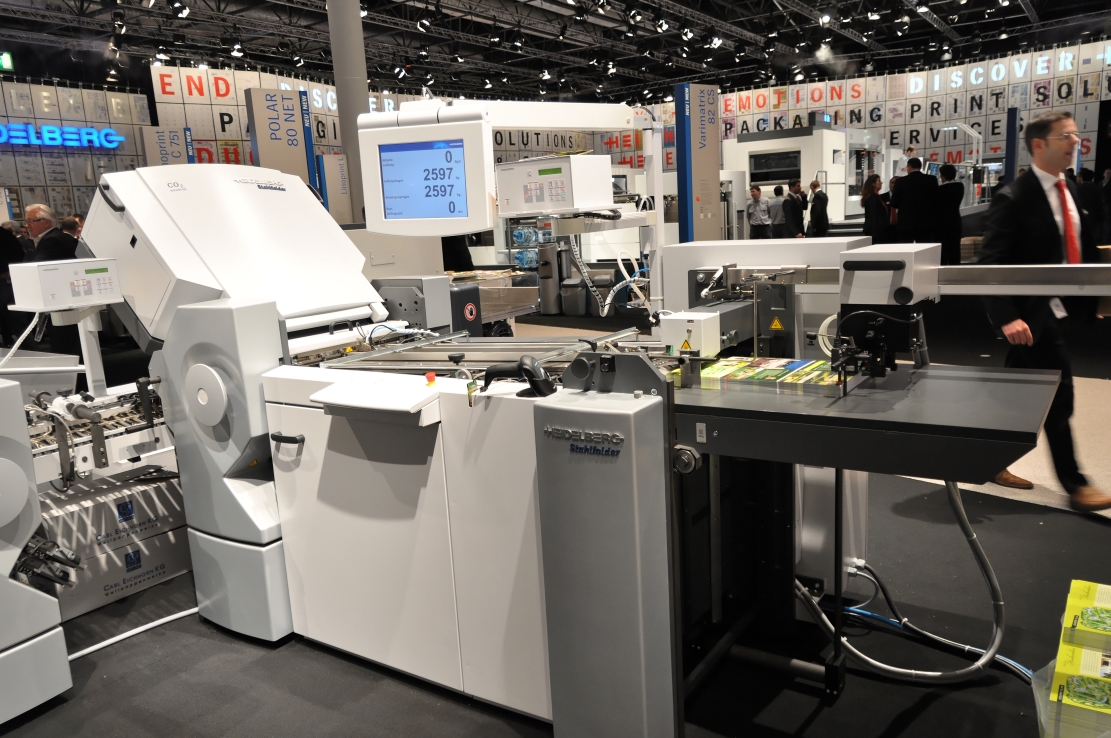
Stahlfolder-Falzmaschinen werden seit der Übernahme der Stahl GmbH & Co. KG 1999 angeboten.
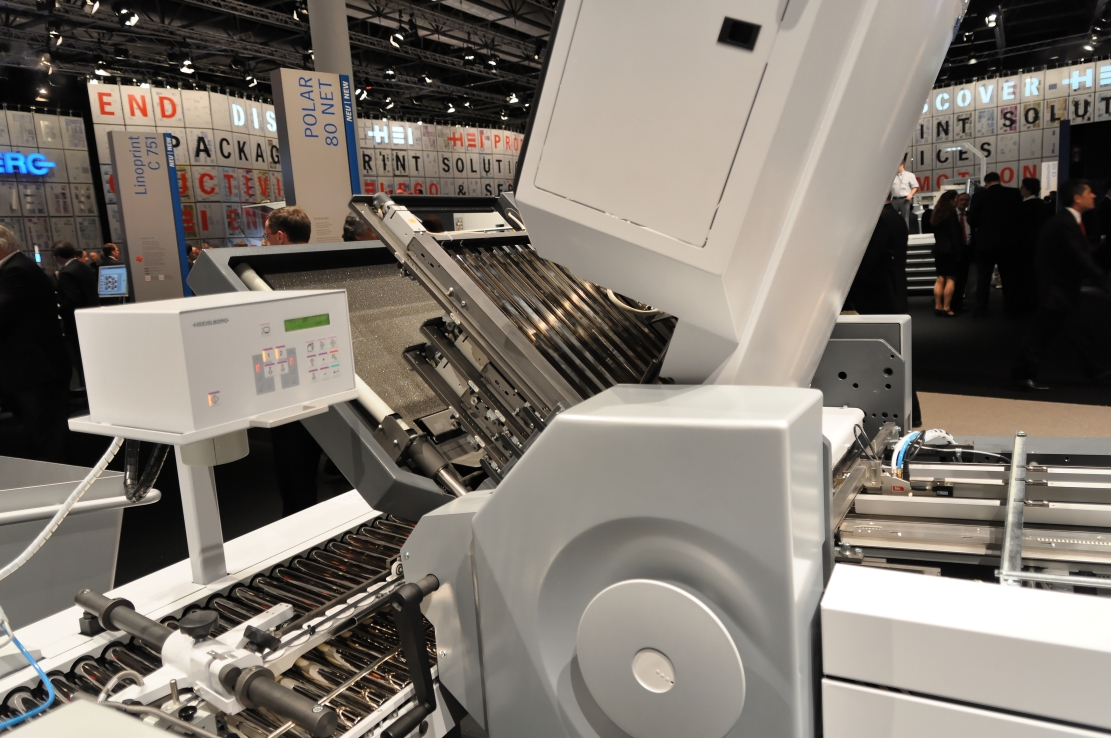
Dieselbe Taschenfalzmaschine mit geöffnetem Falzwerk
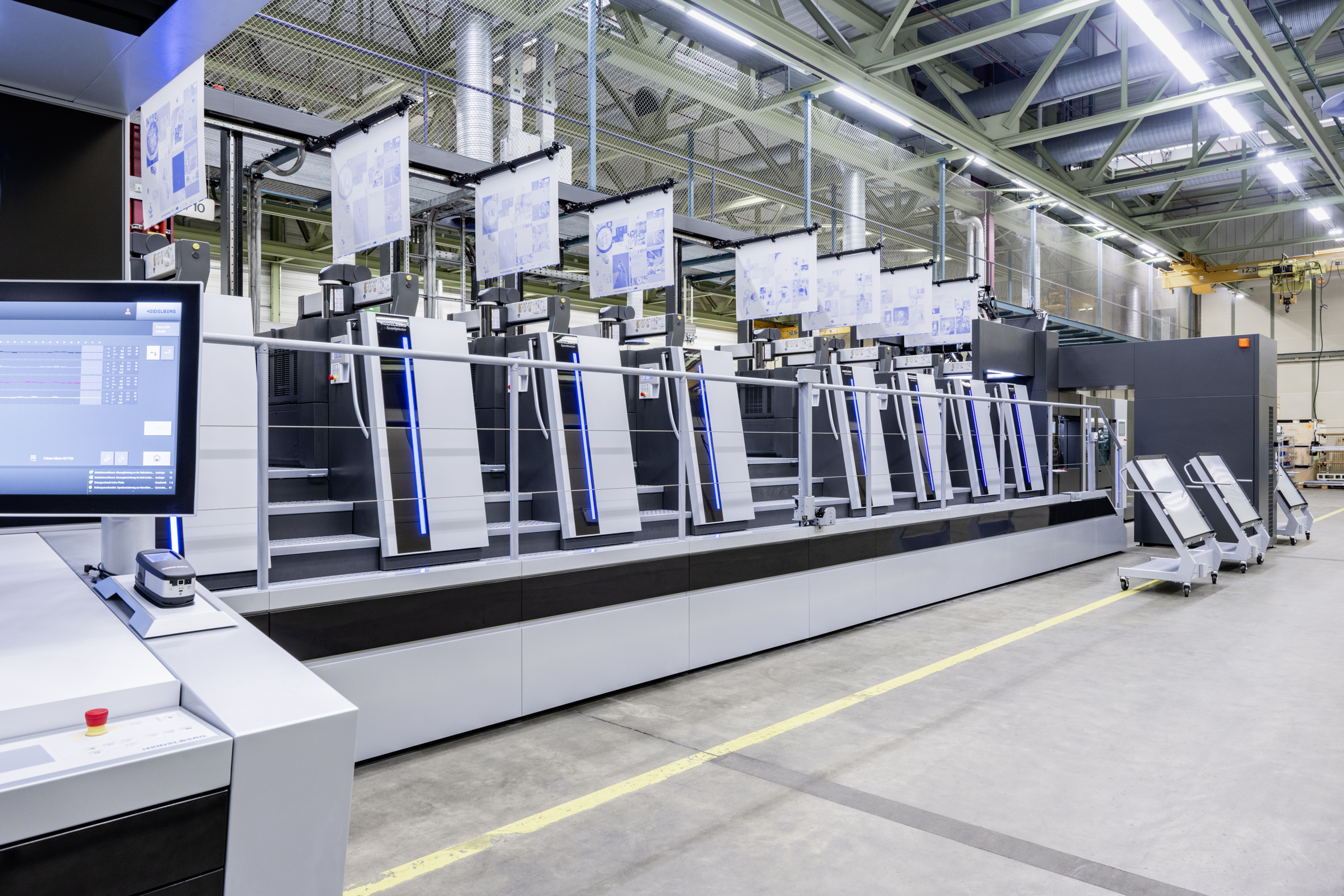
Die Druckmaschine Speedmaster XL im Jahr 2024.
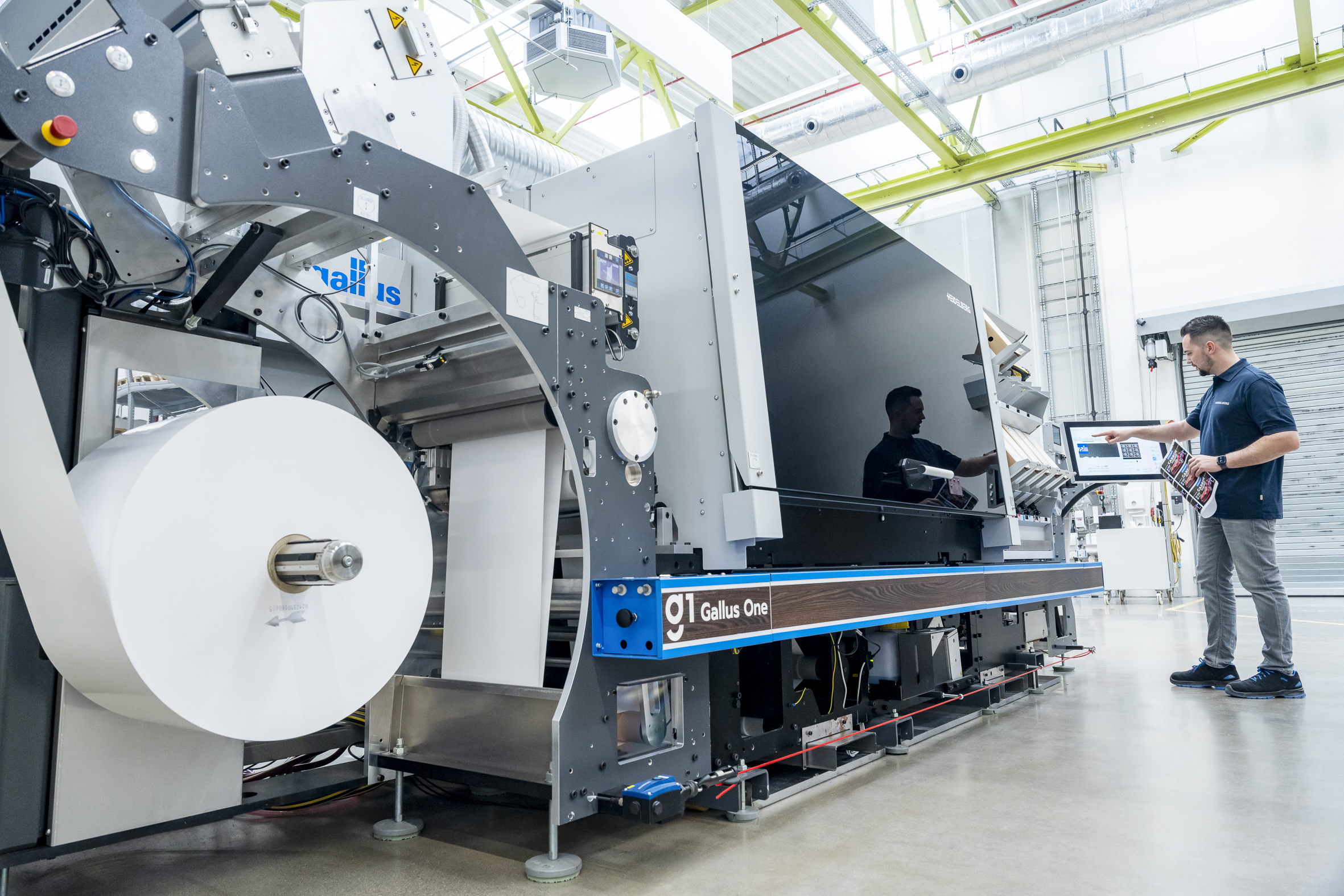
Die Etikettendruckmaschine Gallus One, die seit 2022 hergestellt wird.
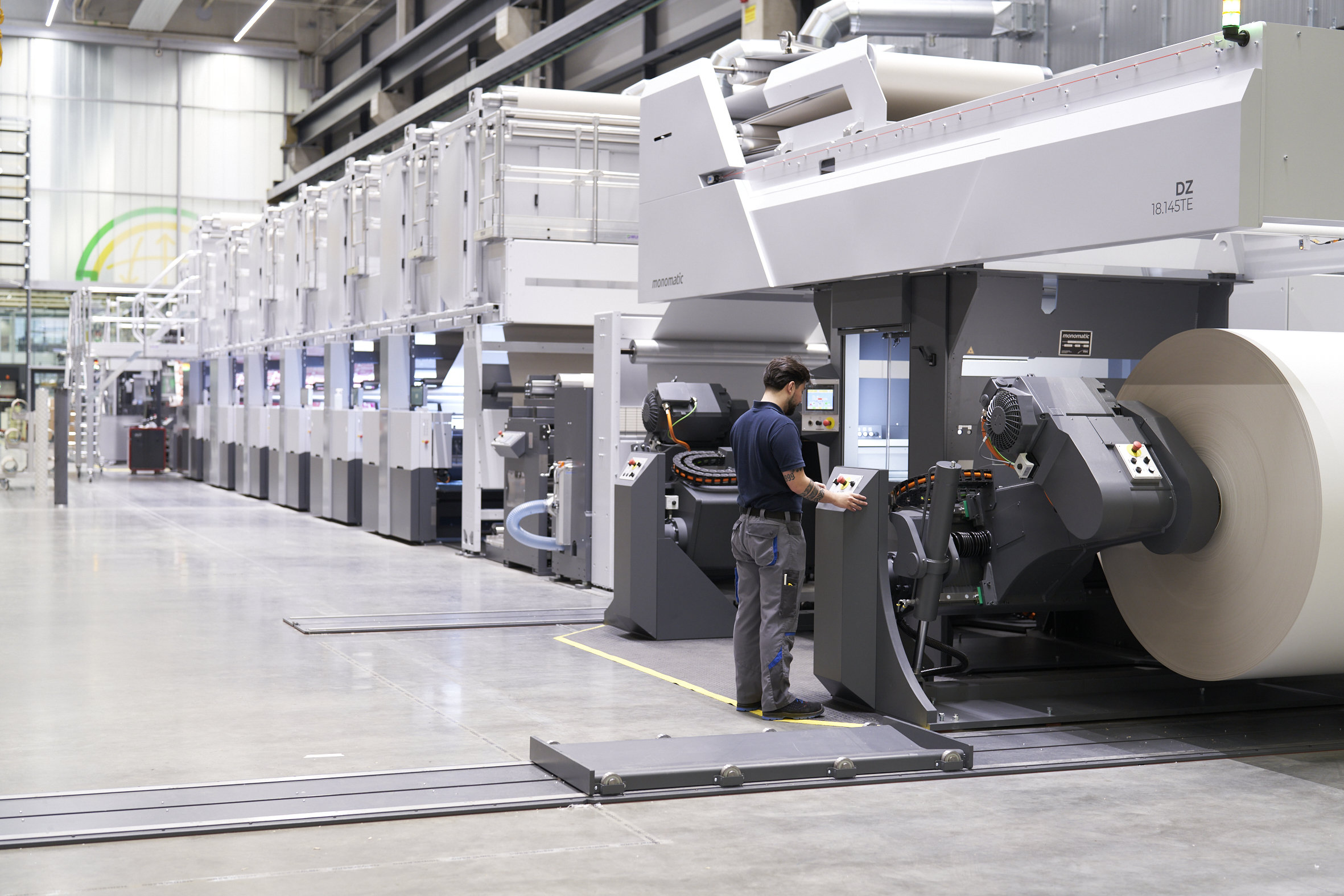
Die Verpackungspresse Boardmaster wird seit 2023 produziert.

Insbesondere im Bereich der Druckweiterverarbeitung vertreibt Heidelberg durch Kooperationen Produkte fremder Hersteller. Dies betrifft die Schneidemaschinen (Polar-Mohr) sowie die Stanzen und Faltschachtelklebemaschinen (Masterwork Machinery). Die Produktion von Sammelheftern und Klebebindern wurde 2014 durch Heidelberg eingestellt.

### Diversifizierung in neue Geschäftsbereiche
Insbesondere seit der weltweiten Finanzkrise 2008 und einer verstärkten Konsolidierung innerhalb der Druckindustrie in den letzten Jahren versucht Heidelberg, neue Geschäftsfelder auch außerhalb des Baus von Druckmaschinen zu erschließen. Hierzu zählen unter anderem die vergleichsweise konjunkturunabhängigen Bereiche Service und Verbrauchsmaterialien. Der Geschäftsbereich Heidelberg Industry arbeitet im Industriekundengeschäft für Unternehmen aus unterschiedlichen Branchen an Fertigungen in den Bereichen Maschinenbau und Elektrotechnik.
2014 begann das Unternehmen mit der Entwicklung und der Herstellung von Ladesäulen für Elektroautos, so genannten Wallboxes. Mit ihren Druckmaschinen besitzt Heidelberg eine große Kompetenz auf dem Gebiet der Leistungselektronik, wie sie in ähnlicher Form auch bei Ladesäulen zum Einsatz kommt. In Deutschland hat sich das Unternehmen seither zu einem der führenden Anbieter entwickelt. Im April 2022 wurde das Geschäft mit Ladesystemen in eine hundertprozentige Tochtergesellschaft ausgegliedert, der Amperfied GmbH mit Sitz in Wiesloch. Wenige Monate zuvor hatte Heidelberger Druckmaschinen bereits die Ladesäulentechnologie der Energie Baden-Württemberg (EnBW) übernommen. Im Januar 2023 gab das Unternehmen bekannt, dass es sich mit 25,1 Prozent an dem Softwareentwickler Flotteladen GmbH beteiligt hat. Dieser verfügt über beträchtliches Know-how beim Laden ganzer Automobilflotten sowie dem Management zahlreicher Säulen in großen Liegenschaften. Im Jahr 2024 wurde eine Kooperation zwischen Heidelberger Druckmaschinen AG und der DB Bahnbau Gruppe geschlossen, um deutschlandweit Ladeinfrastruktur im Verantwortungsbereich der Deutschen Bahn auszubauen. Dabei stellt Heidelbergs Tochtergesellschaft Amperfied ihre Ladesysteme bereit. Anfang 2025 teilte das Unternehmen mit, Lösungen für die Ladeinfrastruktur auf industrielle Kunden auszuweiten. Zudem entwickelt das Unternehmen Elektrolyseure, Anlagen zur Produktion von Wasserstoff. Im Sommer 2025 soll der erste Prototyp vorgestellt werden.
Mit einem Anteil von 20 % ist die Heidelberger Druckmaschinen AG an der 2008 gegründeten Heidelberger InnovationLab GmbH beteiligt. Die Forschungsgesellschaft, zu deren weiteren Gesellschaftern die BASF, SAP, das KIT und die Universität Heidelberg gehören, entwickelt Anwendungen für gedruckte organische Elektronik und Lösungen für deren industrielle Produktion.

## Domainname
Am 8. März 1996 entschied das Landgericht Mannheim in einem wichtigen Urteil zum Domainnamensrecht, dass der Heidelberger Druckmaschinen AG die Nutzung der Domain „heidelberg.de“ untersagt werden könne, da die Stadt Heidelberg ältere Rechte aus dem Namen „Heidelberg“ habe. Seit diesem Urteil nutzt das Unternehmen nur noch die Domain „heidelberg.com“, während die gleichnamige Stadt heute unter „heidelberg.de“ erreichbar ist.

## Film
- Immer unter Druck – Die Heidelberger Druckmaschinen AG. Dokumentarfilm, Deutschland, 2018, 29:45 Min., Buch und Regie: Eberhard Reuß, Produktion: SWR, Reihe: made in Südwest, Erstsendung: 25. April 2018 bei SWR Fernsehen, Inhaltsangabe von ARD, online-Video von SWR.